# Orgelzentrum Valley
Das Orgelzentrum Valley in Valley ist mit mehr als 60 Orgeln die größte Sammlung ihrer Art weltweit. Es wurde 1987 von Sixtus Lampl gegründet und wird von ihm betrieben.

## Geschichte

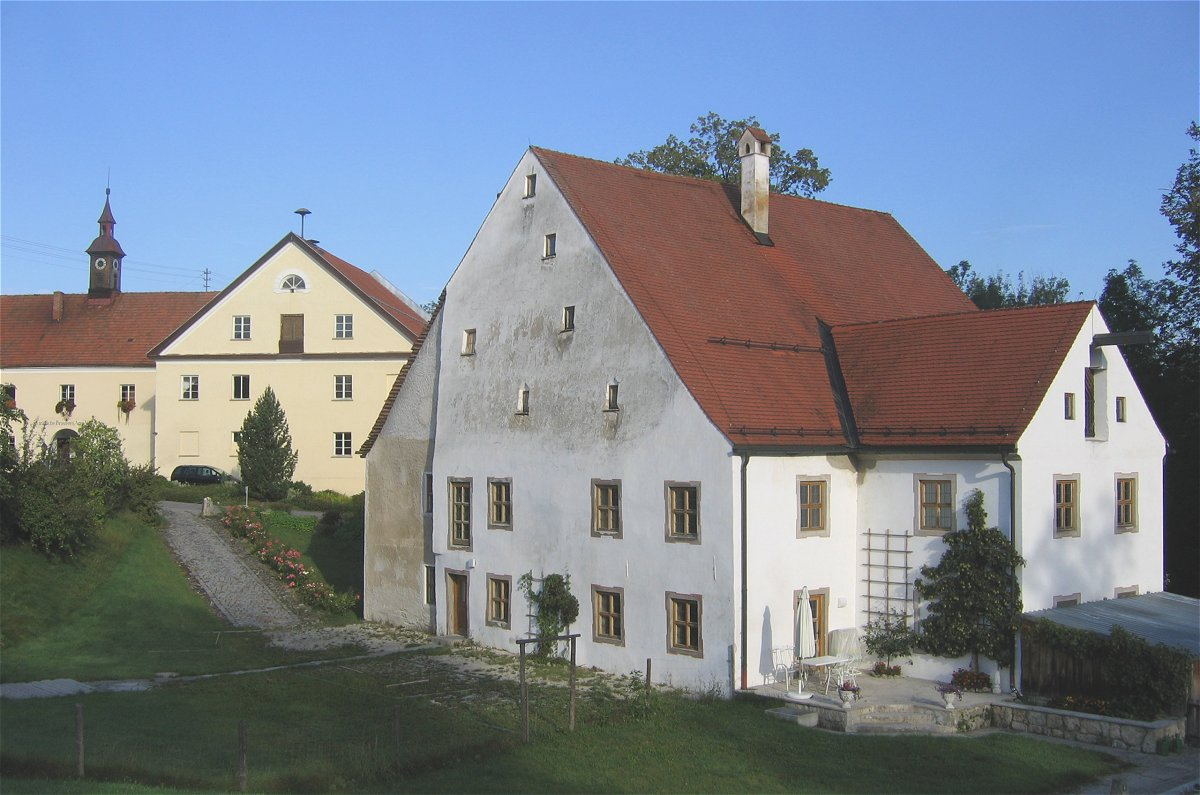
Das Alte Schloss ohne modernen Anbau

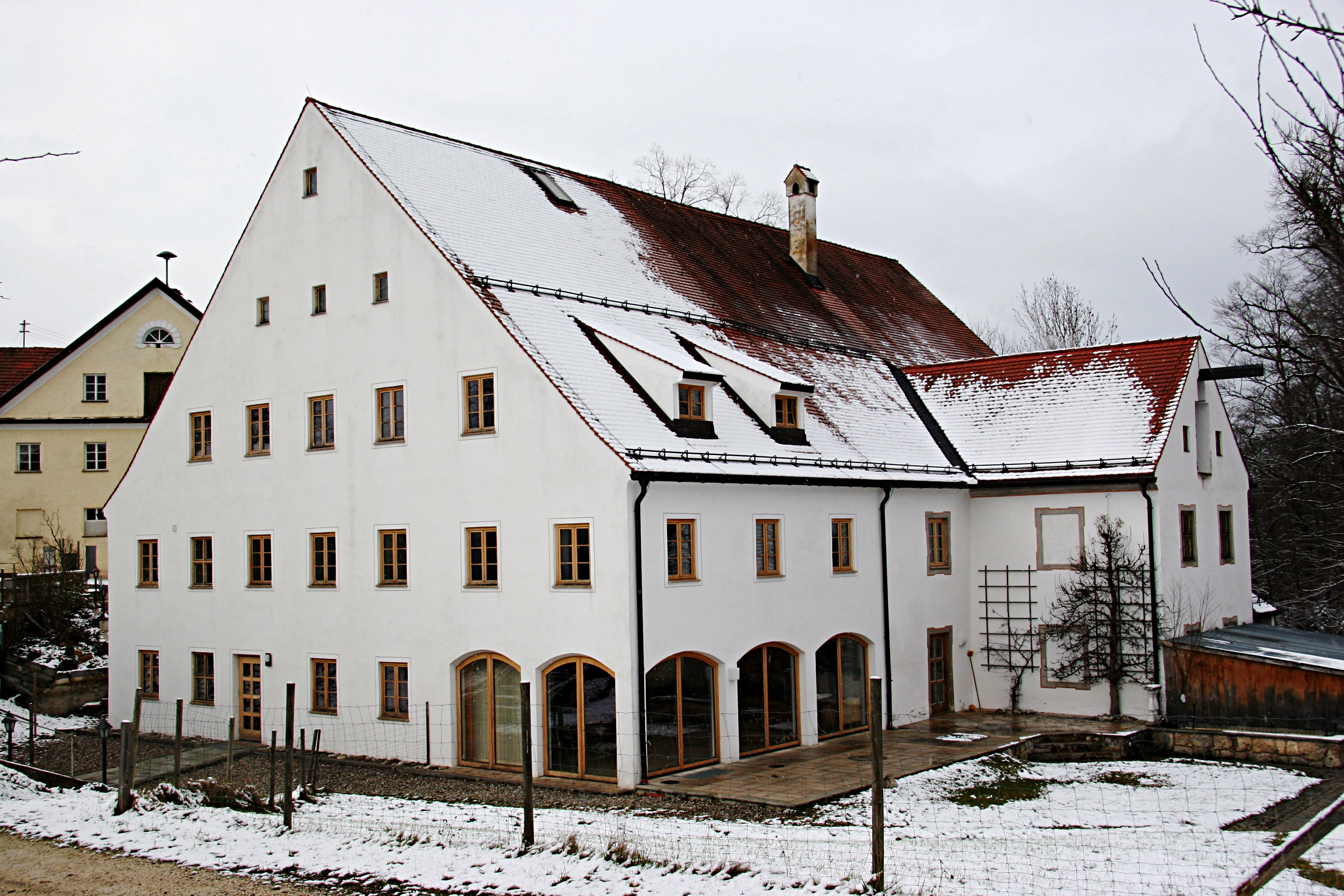
Das Schloss mit dem modernen Anbau

Im Jahr 1983 versuchte Lampl in seiner Eigenschaft als Orgelreferent am Bayerischen Landesamt für Denkmalpflege, die 1914 erbaute Koulen-Orgel der Martinskirche Landshut, eine der letzten großen romantischen Orgeln in Bayern, vor der Verschrottung zu bewahren. Da sich für eine so große Orgel kein Käufer fand, erwarb er sie schließlich selbst. Als für das Instrument kein passender Aufstellungsort zu finden war, erwarben seine Frau Inge und er 1987 die Ruine des Alten Schlosses in Valley und restaurierten sie.

## Gebäude
Im Jahr 2015 gab es drei Gebäude auf dem Areal des Orgelmuseums. Alle (Altes Schloss, Bundwerkstadel und die Zollingerhalle) stehen unter Denkmalschutz (Akten-Nummer: D-1-82-133-9 (Altes Schloss))

### Altes Schloss
Das alte Schloss wurde, Jahrzehnte nach seiner Restaurierung, durch einen Anbau (Neubau) erweitert, der den mächtigen Südost-Giebel des Altbaus stützt und in dem Platz für die konzertfähige Aufstellung mehrerer Orgeln geschaffen wurde. Größtes Einzelstück ist hier die Moser-Orgel der Basilika Gößweinstein mit 42 Registern, die so neben dem kleinen Konzertsaal (Altbau) aufgestellt ist, dass man von oben einen Blick in das zwei Stockwerke hohe Orgelinnere hat.
Auf dem mehrstöckigen Speicher des alten Schlosses sind viele Orgeln und Orgelteile gelagert, darunter die alte Orgel der Münchner Frauenkirche und jene der Kongresshalle des Deutschen Museums.

### Bundwerkstadel

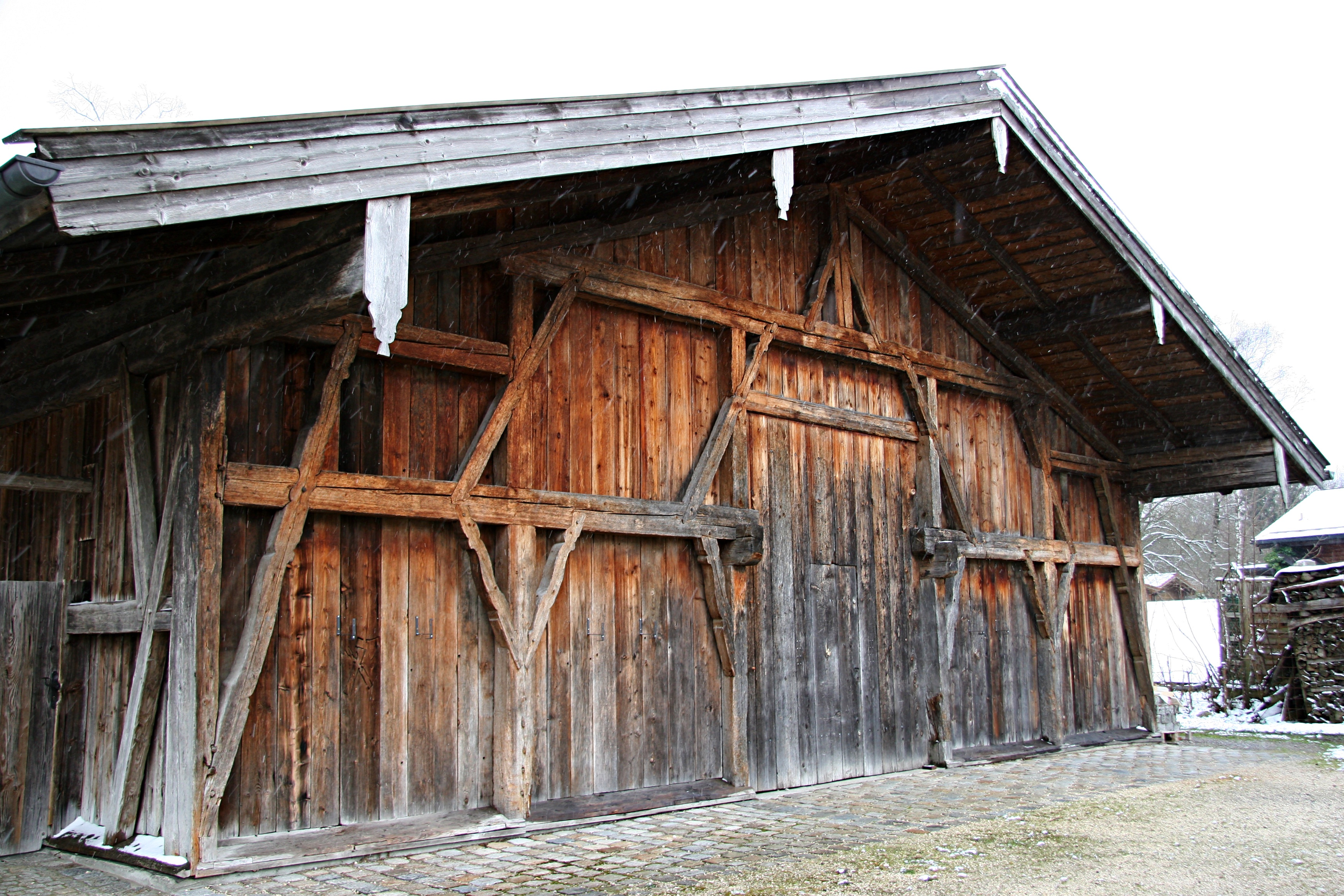
Der Bundwerkstadel

In einem barocken Bundwerkstadel, der 1993 wieder aufgebaut worden war, entstand ein erstes Depot für weitere Orgeln. Er ist transloziert aus Oberdarching, Bergstraße 52.

### Zollingerhalle

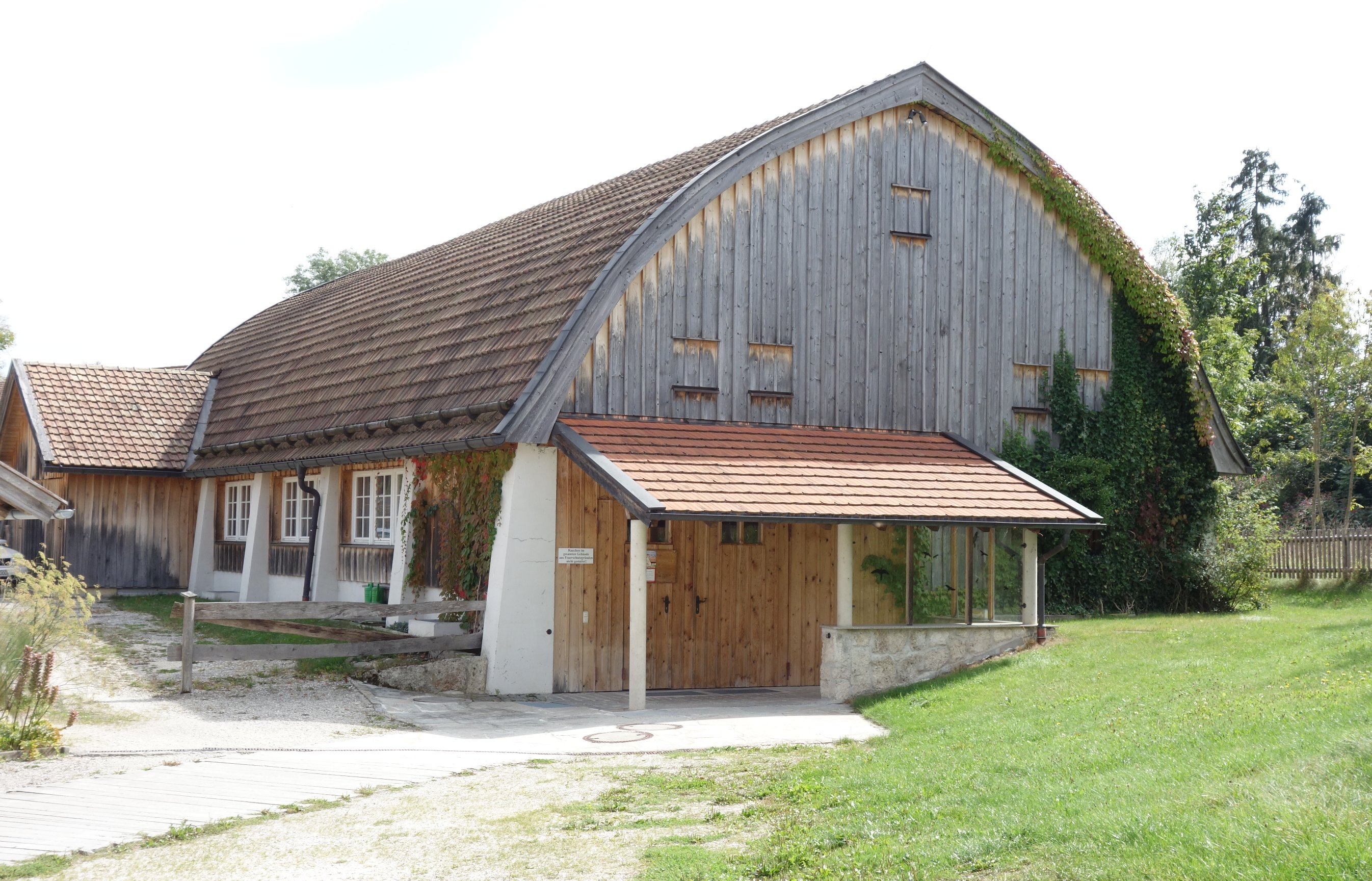
Die Zollingerhalle

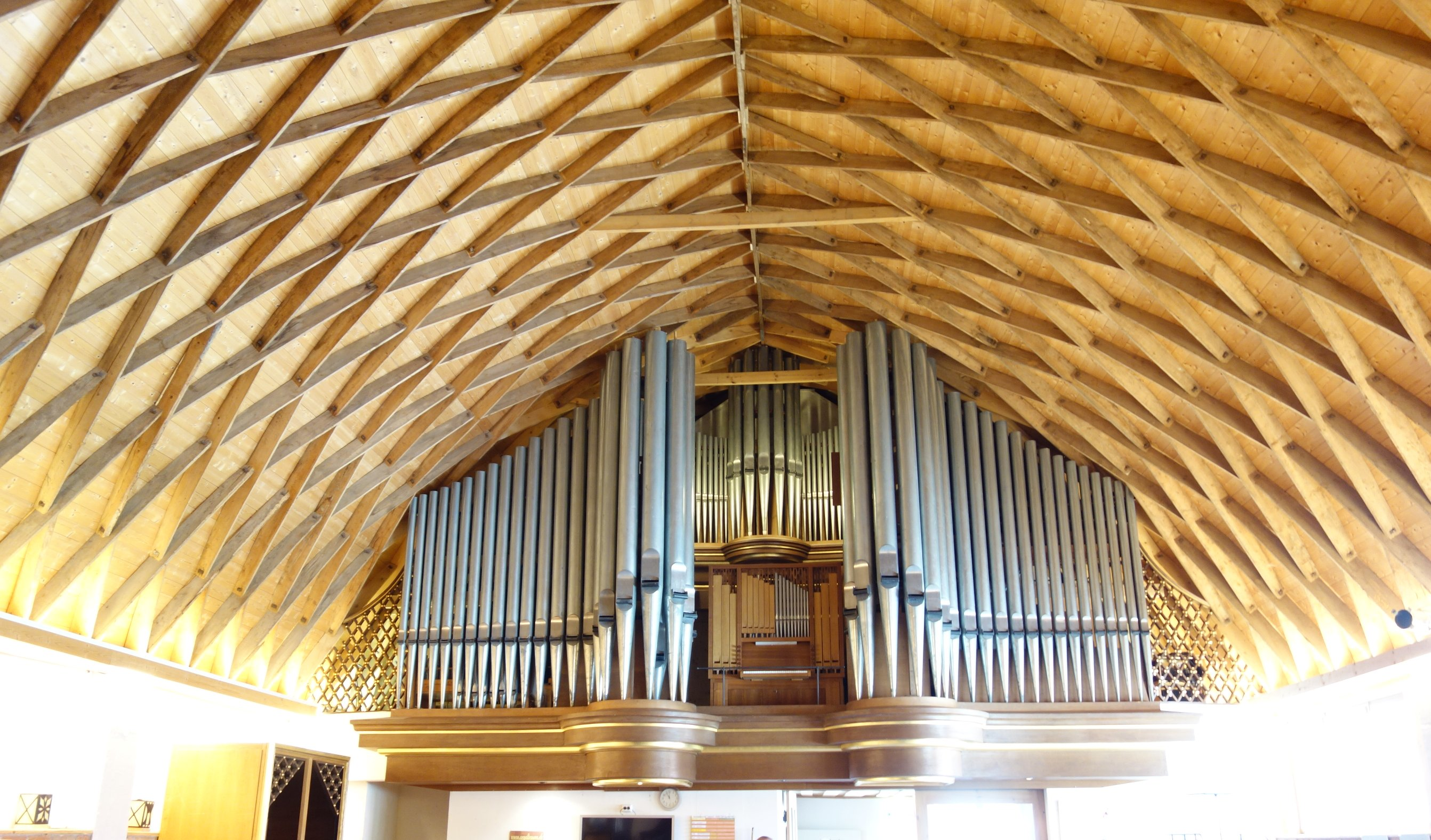
Dachkonstruktion der Zollingerhalle

2001 ließ Lampl eine frühere Sägewerkshalle in „Zoll-Bauweise“ auf das Orgelzentrumsgelände translozieren (Ursprüngliche Adresse: Grub, Helfendorfer Straße 2), die nun als Depot sowie als Ausstellungs- und Konzertsaal genutzt wird. In der Halle sind sechs Orgeln konzertfähig aufgestellt. Sie bietet Platz für 200 Zuhörer.
Im Keller der Halle ist ein „klingendes Depot“, in dem Instrumente provisorisch aufgestellt und restauriert werden.
Einige Orgeln wurden, nachdem sie im Orgelzentrum gelagert und restauriert wurden, wieder in Kirchen aufgestellt und werden erneut genutzt. Ein Beispiel ist die Zeilhuber-Chororgel aus der Münchner Frauenkirche, die sich jetzt in St. Katharina in München befindet.

## Orgeln in der Zollingerhalle

### Steinmeyer-Orgel III/54 (Heidelberg)

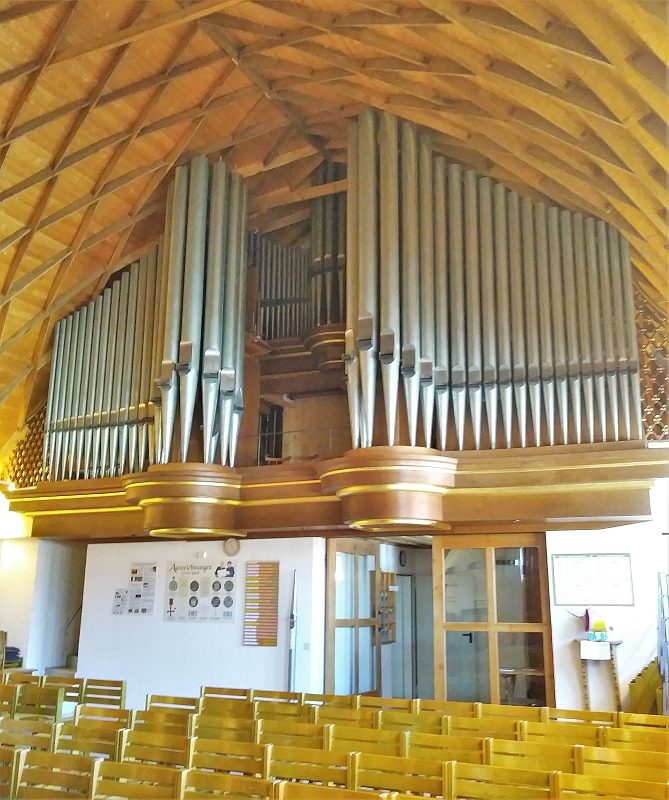
Große Steinmeyer-Orgel in der Zollingerhalle (III/54)

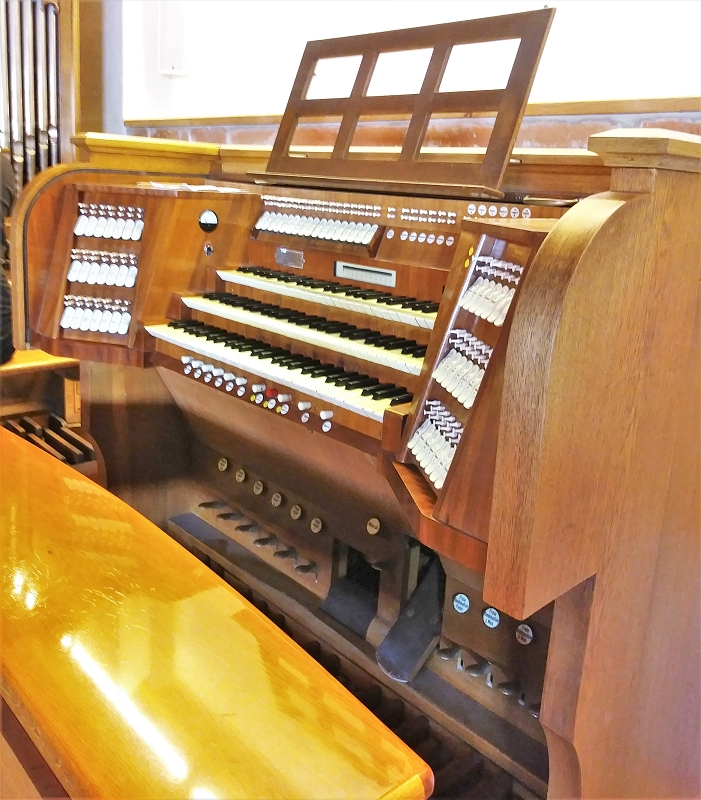
Spieltisch

Die Orgel war ursprünglich 1956 als Opus 1859 von G. F. Steinmeyer & Co. für die Jesuitenkirche in Heidelberg erbaut worden. Im Jahr 1970 fand dort eine geringfügige Dispositionsänderung durch Steinmeyer statt. Als dort 2004 ein Neubau durch Orgelbau Kuhn anstand, wurde die Steinmeyer-Orgel nach Valley transferiert, dort den räumlichen Gegebenheiten angepasst und auf der rückseitigen Empore der Zollingerhalle aufgestellt. Zunächst befand sich der Spieltisch oben auf der Empore vor der Orgel, zu einem späteren Zeitpunkt (um ca. 2013) wurde er ins Erdgeschoss verlegt und ist nun fahrbar. Das Instrument besitzt elektropneumatische Taschenladen.
Die Steinmeyer-Orgel ist die größte spielbare Orgel des Orgelzentrums Valley. Auf ihr finden regelmäßig Konzerte statt.
| I Hauptwerk C–g3 |               |       |
| 1.               | Prinzipal     | 16′   |
| 2.               | Quintade      | 16′   |
| 3.               | Prinzipal     | 08′   |
| 4.               | Gemshorn      | 08′   |
| 5.               | Gedeckt       | 08′   |
| 6.               | Oktav         | 04′   |
| 7.               | Rohrflöte     | 04′   |
| 8.               | Quinte        | 2 ⁄3′ |
| 9.               | Oktav         | 02′   |
| 10.              | Mixtur IV     | 1 ⁄3′ |
| 11.              | Scharff III   | 2⁄3′  |
| 12.              | Cornett III–V | 08′   |
| 13.              | Trompete      | 16′   |
| 14.              | Trompete      | 08′   |

| II Positiv C–g3 |             |        |
| 15.             | Gedeckt     | 08′    |
| 16.             | Quintade    | 08′    |
| 17.             | Praestant   | 04′    |
| 18.             | Flöte       | 04′    |
| 19.             | Nasat       | 2 ⁄3′  |
| 20.             | Flachflöte  | 02′    |
| 21.             | Terz        | 1 3⁄5′ |
| 22.             | Superquinte | 1 ⁄3′  |
| 23.             | Cymbel III  | 0 1⁄2′ |
| 24.             | Rankett     | 16′    |
| 25.             | Krummhorn   | 08′    |
|                 | Tremulant   |        |

| III Schwellwerk C–f1 |                      |       |
| 26.                  | Gedecktpommer        | 16′   |
| 27.                  | Engprinzipal         | 08′   |
| 28.                  | Koppel               | 08′   |
| 29.                  | Gambe                | 08′   |
| 30.                  | Vox coelestis        | 08′   |
| 31.                  | Oktav                | 04′   |
| 32.                  | Koppelflöte          | 04′   |
| 33.                  | Waldflöte            | 02′   |
| 34.                  | Sifflöte             | 01′   |
| 35.                  | Sesquialtera II      | 2 ⁄3′ |
| 36.                  | Mixtur V             | 02′   |
| 37.                  | Klingende Zimbel III | 3⁄5′  |
| 38.                  | Basson               | 16′   |
| 39.                  | Helle Trompete       | 08′   |
| 40.                  | Oboe                 | 08′   |
| 41.                  | Clairon              | 04′   |
|                      | Tremulant            |       |

| Pedal C–f1 |                 |         |
| 42.        | Prinzipal       | 16′     |
| 43.        | Subbass         | 16′     |
|            | Gedecktpommer   | 16′     |
| 44.        | Quintbass       | 10 2⁄3′ |
| 45.        | Oktavbaß        | 08′     |
| 46.        | Gedecktbass     | 08′     |
| 47.        | Choralbaß       | 04′     |
| 48.        | Hohlflöte       | 04′     |
| 49.        | Nachthorn       | 02′     |
| 50.        | Pedalmixtur VI  | 2 ⁄3′   |
| 51.        | Bombarde        | 16′     |
| 52.        | Posaune         | 08′     |
| 53.        | Clairon         | 04′     |
| 54.        | Singend Cornett | 02′     |

- Koppeln: II/I, III/I, III/II, I/P, II/P, III/P
- Spielhilfen: 3 freie Kombinationen (davon 1 werksweise geteilte freie Kombination), Tutti, Handregister zur freien Kombination, Crescendowalze, Zungen Ab, Zungeneinzelabsteller

Anmerkungen:
1. 1 2  Die jeweils tiefsten fünf (Prospekt-)Pfeifen der beiden 16'-Prinzipale von Hauptwerk und Pedal wurden aus Platzgründen bei der Aufstellung in der Zollingerhalle gekürzt und gedeckt. Sonst ist die Orgel ohne weitere Eingriffe wiederaufgestellt worden.
2. ↑  Transmission aus Nr. 26

### Röver-Orgel II/18 (Hamburg)

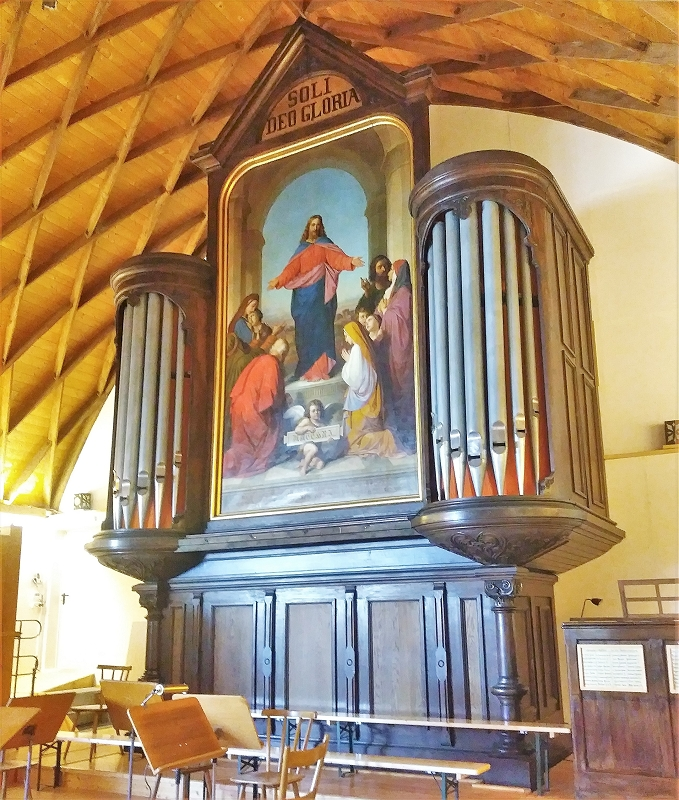
Röver-Orgel (II/18)

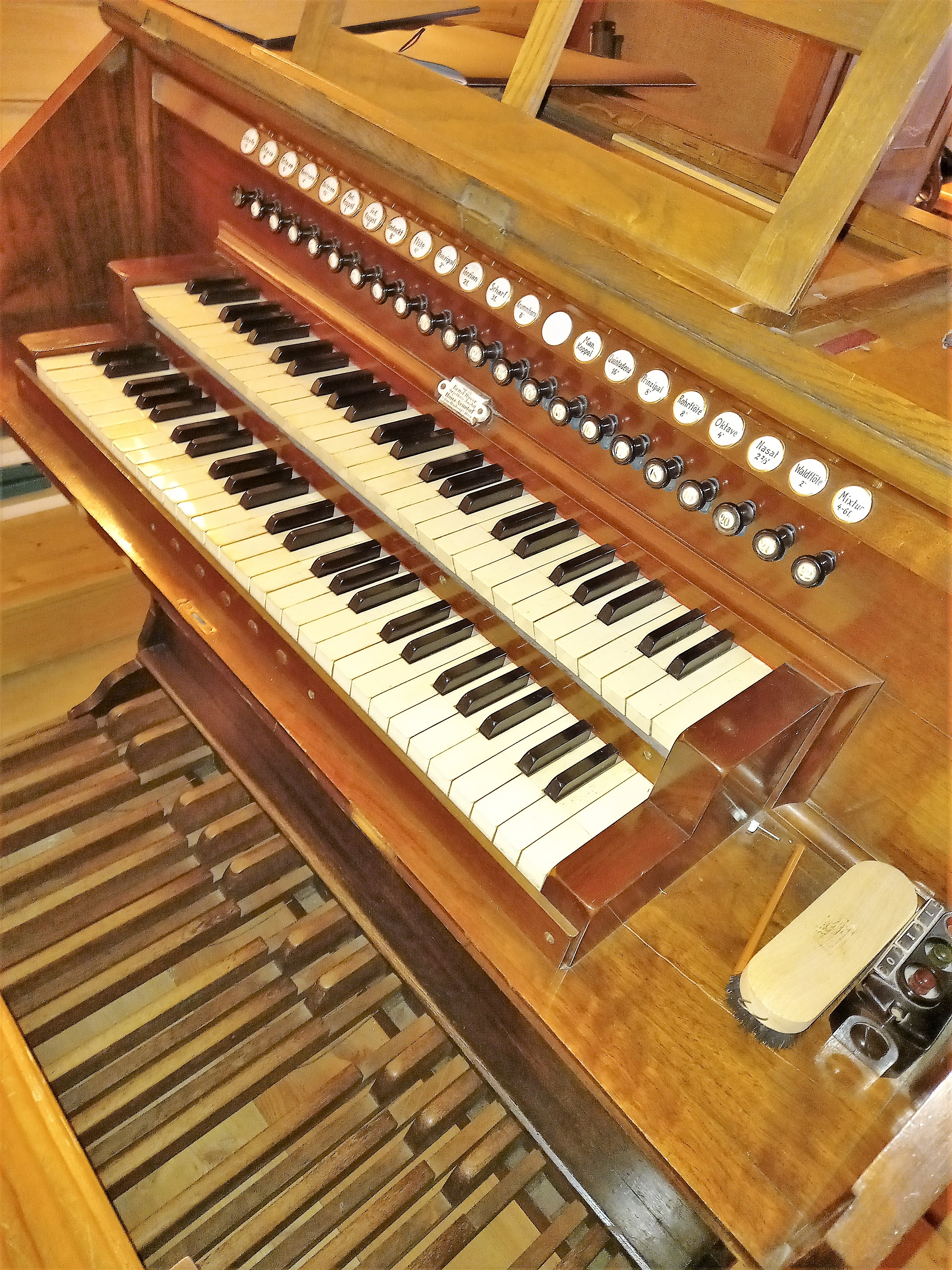
Spieltisch

Die 1896 erbaute Röver-Orgel war ursprünglich für die Kirche des Hamburger Hospizes Schröderstift erbaut und 1954 durch Beckerath neobarockisiert worden. Das Mittelbild stammt von Cesare Mussini. Seit 1972 wird die Kirche im Schröderstift als orthodoxe Kirche genutzt und die Orgel aus diesem Grund nicht mehr verwendet. Es folgte die Unspielbarkeit, bis das Instrument als Dauerleihgabe der Stadt Hamburg an das Orgelzentrum Valley übergeben wurde. Dort wurde die Röver-Orgel an der Stirnseite der Zollingerhalle aufgestellt. Das Instrument besitzt vollpneumatische Kastenladen.
Neobarockisierte Disposition seit 1954:
| I Hauptwerk C–f3 |              |       |
| 1.               | Quintadena   | 16′   |
| 2.               | Prinzipal    | 08′   |
| 3.               | Rohrflöte    | 08′   |
| 4.               | Octav        | 04′   |
| 5.               | Nasard       | 2 ⁄3′ |
| 6.               | Waldflöte    | 02′   |
| 7.               | Mixtur IV–VI | 04′   |

| II Manual C–f3 |             |    |
| 8.             | Gedackt     | 8′ |
| 9.             | Flöte       | 4′ |
| 10.            | Prinzipal   | 2′ |
| 11.            | Terzian II  |    |
| 12.            | Scharff III |    |
| 13.            | Krummhorn   | 8′ |

| Pedal C–c1 |           |     |
| 14.        | Subbass   | 16′ |
| 15.        | Octav     | 08′ |
| 16.        | Octav     | 04′ |
| 17.        | Nachthorn | 02′ |
| 18.        | Dulzian   | 16′ |

- Koppeln: II/I, I/P, II/P

### Bayr-Orgel I/11 (Ellingen)

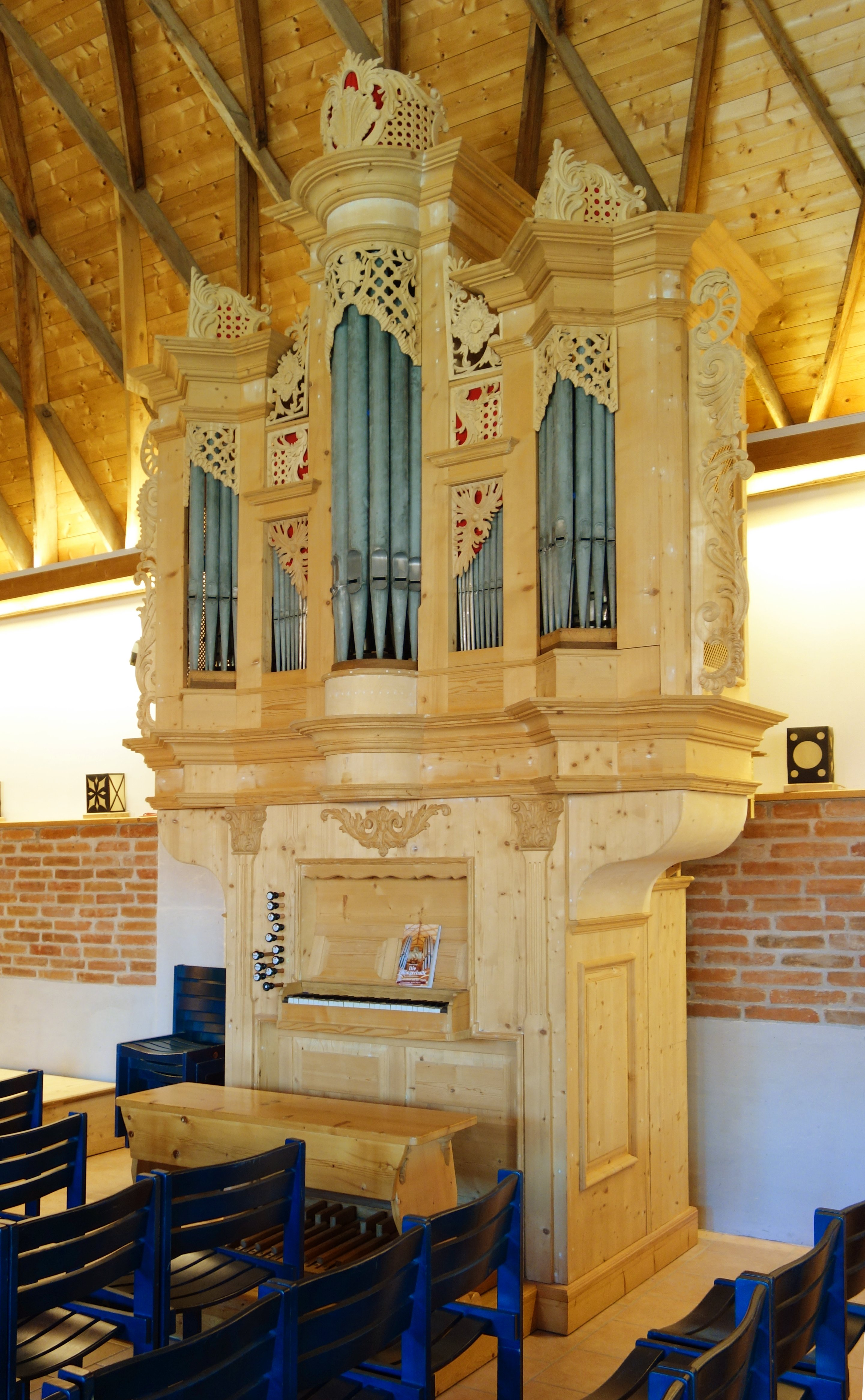
Bayr-Orgel (I/11) im rekonstruierten Gehäuse

Das Opus 1 von Anton Bayr wurde 1745 in München für die Franziskanerkirche Ellingen erbaut. Nach der Säkularisation im Jahre 1803 kam das Instrument in die Pfarrkirche Mariä Himmelfahrt in Walting. Nach mehreren tiefgreifenden Umbauten im 19. und 20. Jahrhundert stand im Jahr 2002 ein Neubau durch Siegfried Schmid an. Das historische Gehäuse von Bayr wurde vor Ort wiederverwendet, während das Innenleben der Orgel nach Valley transferiert wurde. Nach umfassender Restaurierung und Rekonstruktion der ursprünglichen Disposition sowie des Gehäuses wurde sie schließlich in der Zollingerhalle wieder aufgestellt. Das Instrument besitzt vollmechanische Schleifladen.
| I Hauptwerk C–c3 |            |       |
| 1.               | Gedeckt    | 8′    |
| 2.               | Salicional | 8′    |
| 3.               | Principal  | 4′    |
| 4.               | Flöte      | 4′    |
| 5.               | Violine    | 4′    |
| 6.               | Quint      | 2 ⁄3′ |
| 7.               | Octav      | 2′    |
| 8.               | Mixtur III |       |

| Pedal C–d1 |            |     |
| 9.         | Subbaß     | 16′ |
| 10.        | Gambabaß   | 08′ |
| 11.        | Gedacktbaß | 08′ |

- Koppel: -unbekannt-

### Eule-Orgel II/12 (Amorbach)

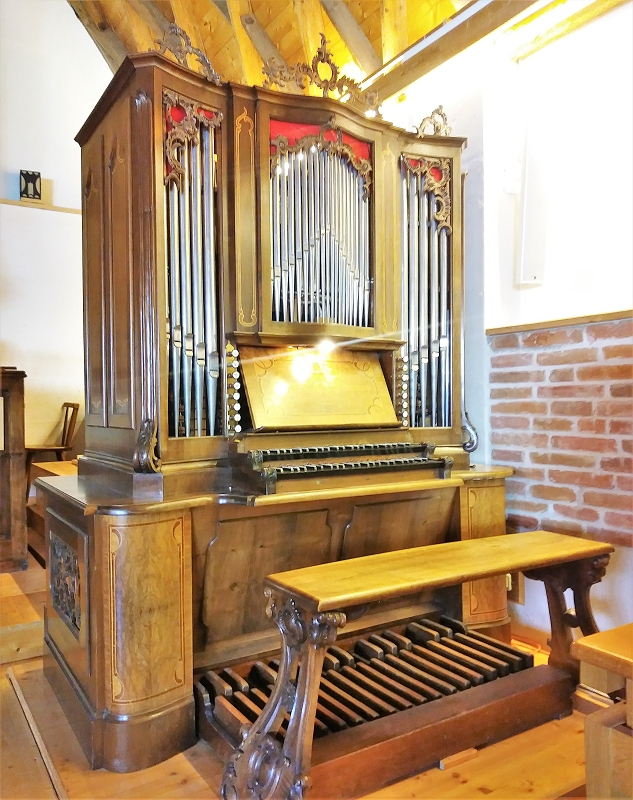
Eule-Orgel (II/12)

Die Eule-Orgel wurde in den Jahren 1938 bis 1940 von Eule Orgelbau in Bautzen als Opus 216 für Berthold Bührer zur Aufstellung im Haus Musica in Amorbach gebaut. Sie ist als die „Ideale Kleinorgel des Barock“ entworfen und spiegelt die Klangerwartung der damaligen Zeit an eine Barockorgel wider. Das Gehäuse wurde von Walter Supper entworfen, die Intonation führte Fritz Abend durch. Die Orgel ist bis heute vollständig im Originalzustand erhalten. Sie besitzt vollmechanische Schleifladen.
| I Hauptwerk C–f3 |                 |    |
| 1.               | Hülzern Gedackt | 8′ |
| 2.               | Quintadena      | 4′ |
| 3.               | Prinzipal       | 2′ |
| 4.               | Cymbel II–III   |    |

| II Positiv C–f3 |            |        |
| 5.              | Rohrflöte  | 4′     |
| 6.              | Nasard     | 2 ⁄3′  |
| 7.              | Gämsenhorn | 2′     |
| 8.              | Terz       | 1 3⁄5′ |
| 9.              | Sifflöte   | 1′     |
| 10.             | Regal      | 8′     |

| Pedal C–f1 |              |     |
| 11.        | Gedacktbaß   | 08′ |
|            | Pommerbaß    | 04′ |
|            | Prinzipalbaß | 02′ |
| 12.        | Sordun       | 16′ |

- Koppeln: II/I (Schiebekoppel), I/P

Anmerkungen:
1. ↑  Transmission aus Nr. 2
2. ↑  Transmission aus Nr. 3

### Führer-Multiplexorgel III/4 (Cuxhaven)

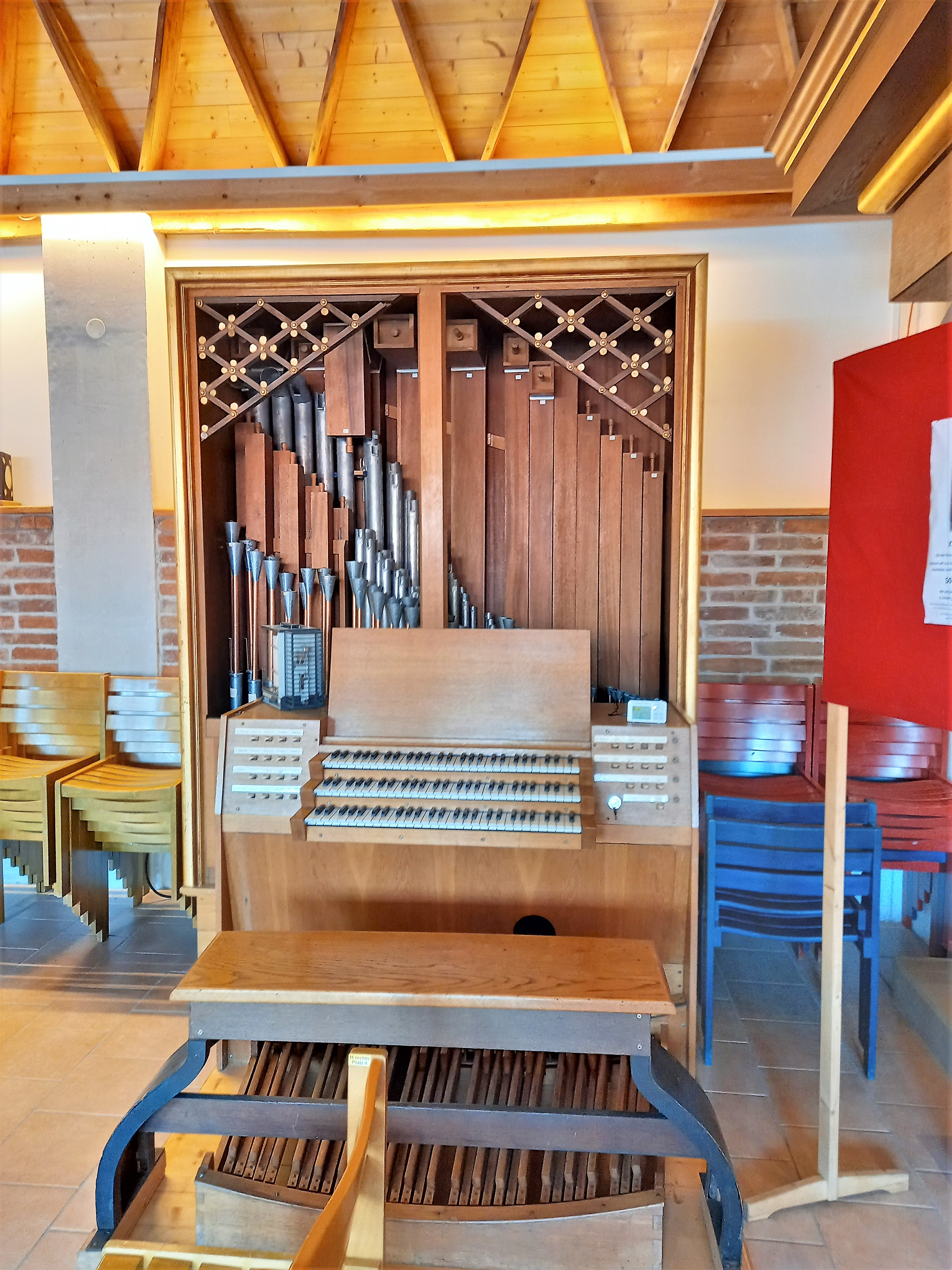
Führer-Multiplexorgel

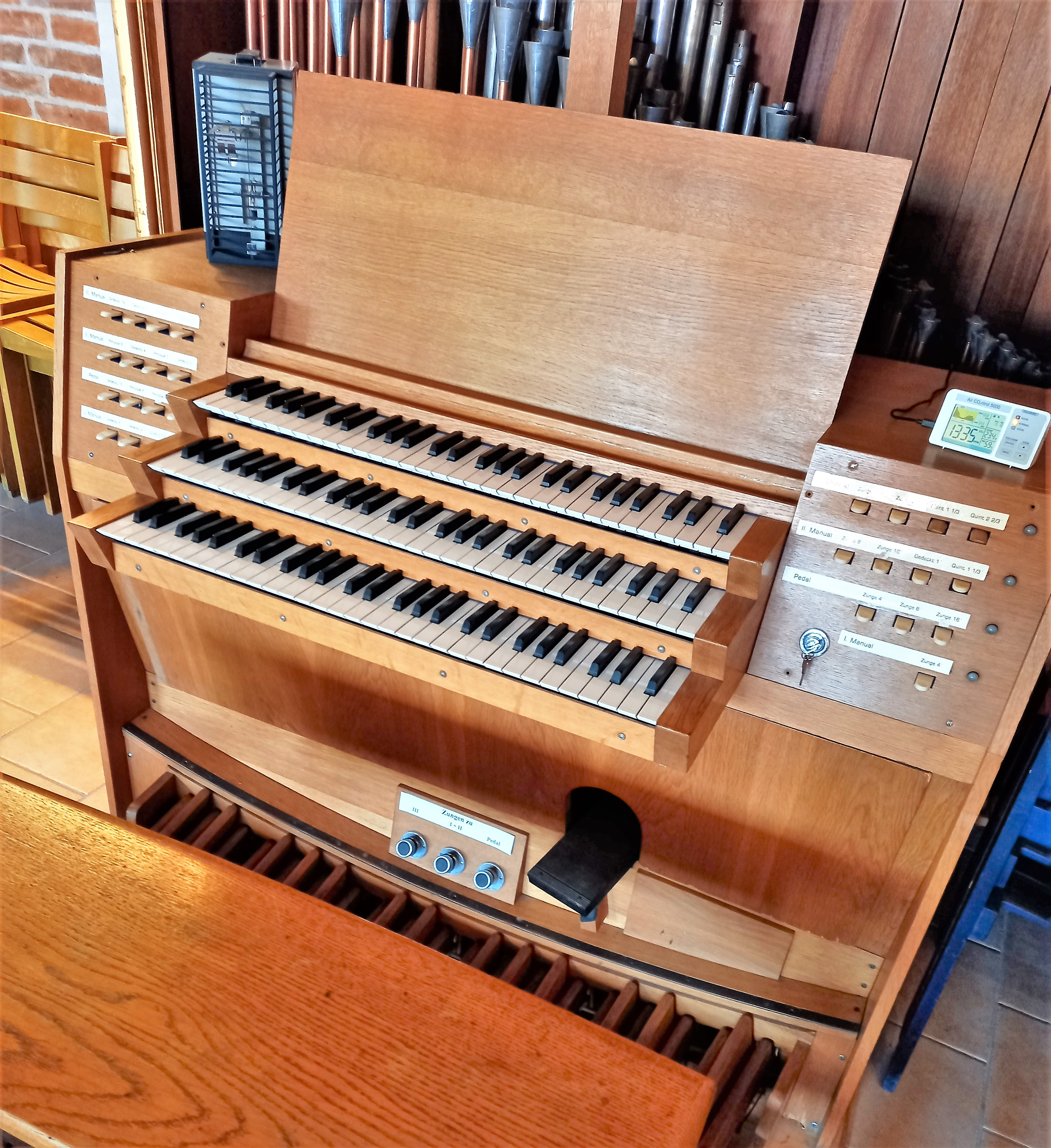
Spieltisch

Die 1964 durch die Firma Alfred Führer erbaute Multiplexorgel stand zuletzt in Cuxhaven und wurde durch Sixtus Lampl in der Zollingerhalle Valley aufgestellt. Die Orgel besitzt vier Pfeifenreihen, aus denen nach dem Multiplexprinzip 14 Register generiert werden, die auf drei Manualen und Pedal spielbar sind. Die gesamte Orgel ist eigentlich schwellbar, jedoch sind die Schwelljalousien zu Demonstrationszwecken ausgebaut. Das Instrument besitzt vollelektrische Kastenladen. Zur besseren Unterscheidung der Pfeifenreihen sind diese in der nachfolgenden Disposition mit den Buchstaben A bis D gekennzeichnet.
| I Manual C–g3 |           |       |
| A             | Gedeckt   | 8′    |
| A             | Gedeckt   | 4′    |
| C             | Quinte    | 2 ⁄3′ |
| B             | Prinzipal | 1′    |
| D             | Zunge     | 4′    |

| II Manual C–g3 |           |       |
| B              | Prinzipal | 08′   |
| A              | Gedeckt   | 04′   |
| B              | Prinzipal | 02′   |
| A              | Gedeckt   | 02′   |
| C              | Quinte    | 1 ⁄3′ |
| A              | Gedeckt   | 01′   |
| D              | Zunge     | 16′   |
| D              | Zunge     | 08′   |

| III Manual C–g3 |           |       |
| A               | Gedeckt   | 16′   |
| A               | Gedeckt   | 08′   |
| B               | Prinzipal | 04′   |
| C               | Quinte    | 2 ⁄3′ |
| A               | Gedeckt   | 02′   |
| C               | Quinte    | 1 ⁄3′ |
| D               | Zunge     | 08′   |
| D               | Zunge     | 04′   |

| Pedal C–g1 |           |     |
| A          | Gedeckt   | 16′ |
| B          | Prinzipal | 08′ |
| B          | Prinzipal | 04′ |
| A          | Gedeckt   | 02′ |
| D          | Zunge     | 16′ |
| D          | Zunge     | 08′ |
| D          | Zunge     | 04′ |

- Koppel: Keine Koppeln!
- Spielhilfen: Pistons: Zungen an I und II, Zungen an III, Zungen an Pedal

| Pfeifenreihen |                |                 |
| A             | Gedecktreihe   | 16′-8′-4′-2′-1′ |
| B             | Prinzipalreihe | 8′-4′-2′-1′     |
| C             | Quintreihe     | 2 ⁄3′-1 ⁄3′     |
| D             | Zungenreihe    | 16′-8′-4′       |

### Deininger-&-Renner-Orgel I/8 (München)

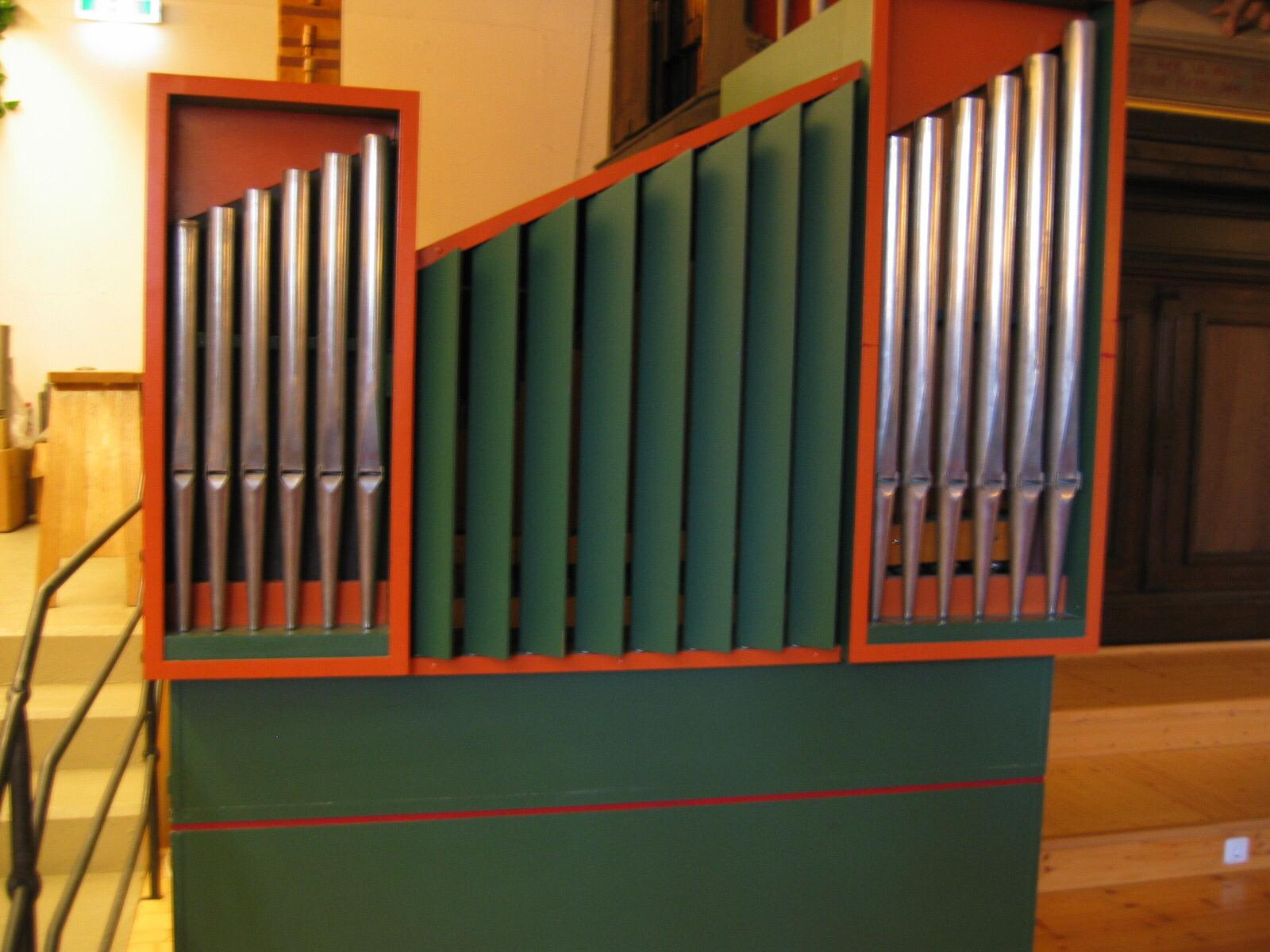
Continuoorgel von Karl Richter (I/8)

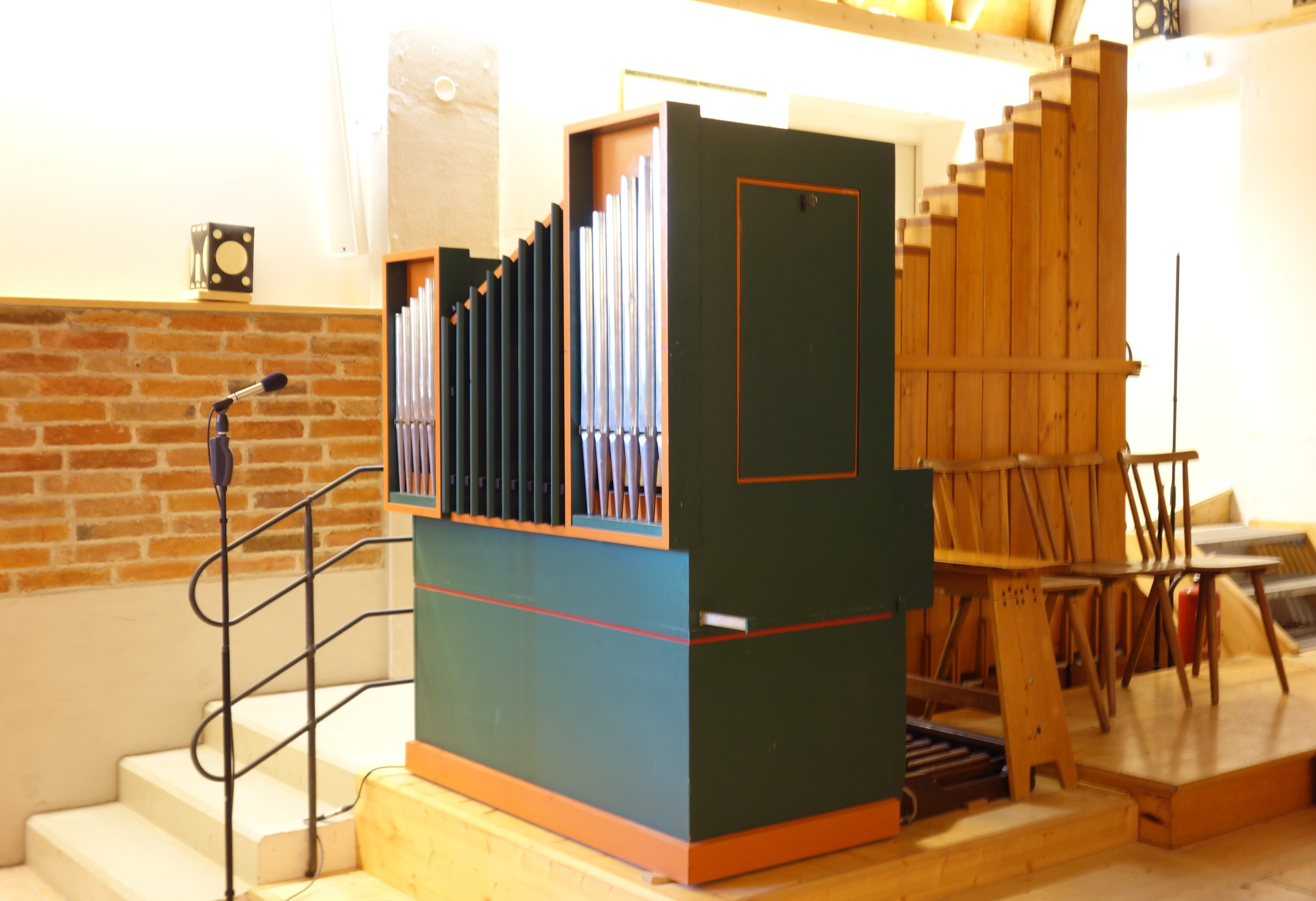

Das Positiv wurde 1974 von Deininger & Renner als eine von zwei transportablen Continuoorgeln für den Organisten Karl Richter erbaut. Prämisse war, dass das Instrument in einem VW-Bus transportierbar sein müsse. Die Schwesterorgel befindet sich heute in der katholischen Pfarrkirche St. Andreas in München.
| I Manual C–g3 (schwellbar) |            |       |
| 1.                         | Gedeckt    | 8′    |
| 2.                         | Flöte      | 4′    |
| 3.                         | Quint      | 2 ⁄3′ |
| 4.                         | Flöte      | 2′    |
| 5.                         | Gemsquinte | 1 ⁄3′ |
| 6.                         | Octävlein  | 1′    |
| 7.                         | Regal      | 8′    |

| Pedal C–d1 |        |     |
| 8.         | Subbaß | 16′ |

- Koppel: I/P
- Spielhilfen: Transponiervorrichtung (±1 Halbton)

Anmerkungen:
1. ↑  Pfeifenwerk aufgrund der Transponiervorrichtung von Kontra-H bis gis3 ausgebaut.
2. ↑  C-H als 1 1⁄3′, ab c0 2 2⁄3′
3. ↑  elektrisch angesteuert

### Virtuelle Laurentiusorgel II/29 (Nürnberg)

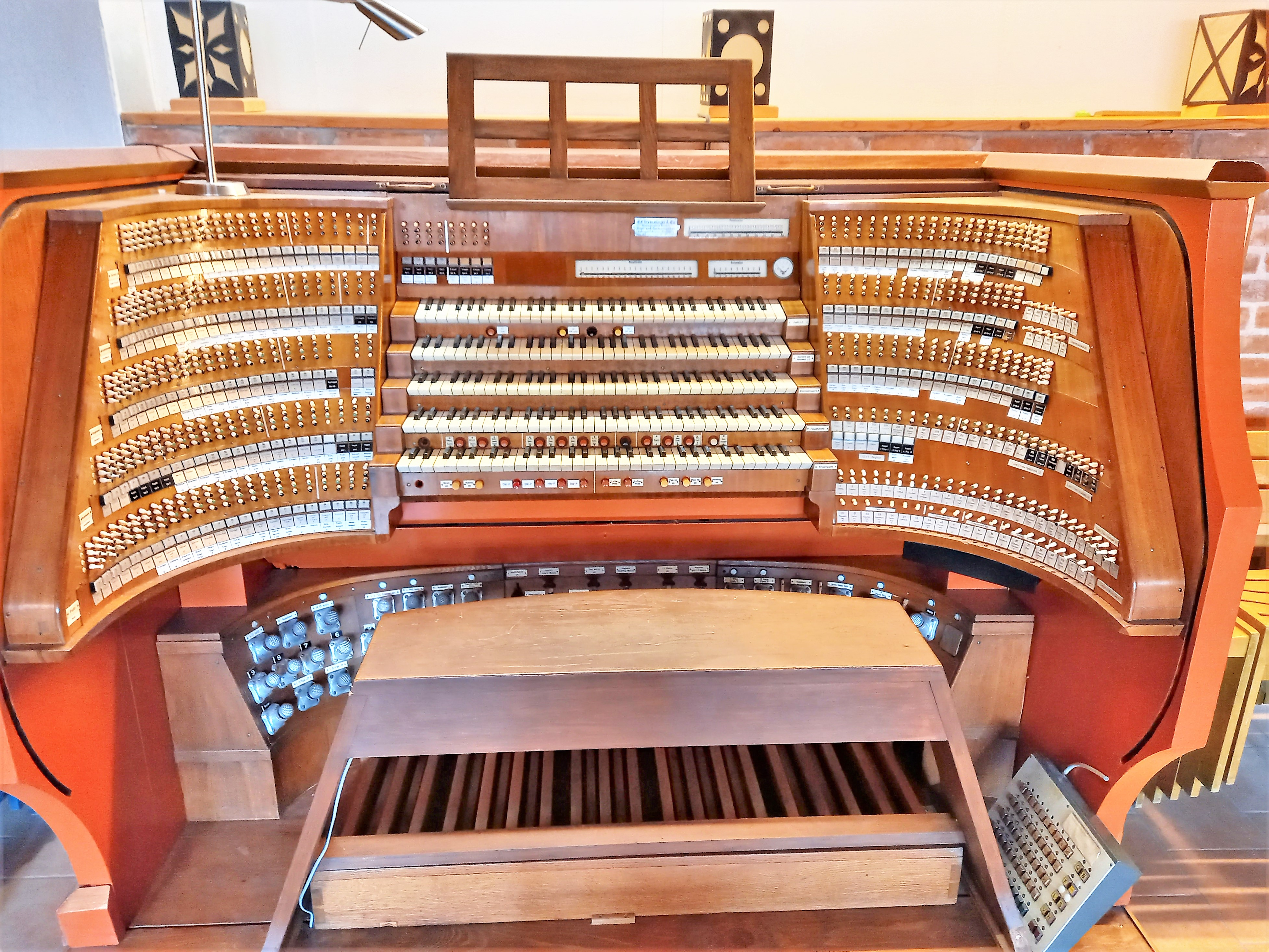
Ehemaliger Generalspieltisch mit virtuellem Sample der Laurentiusorgel von St. Lorenz Nürnberg

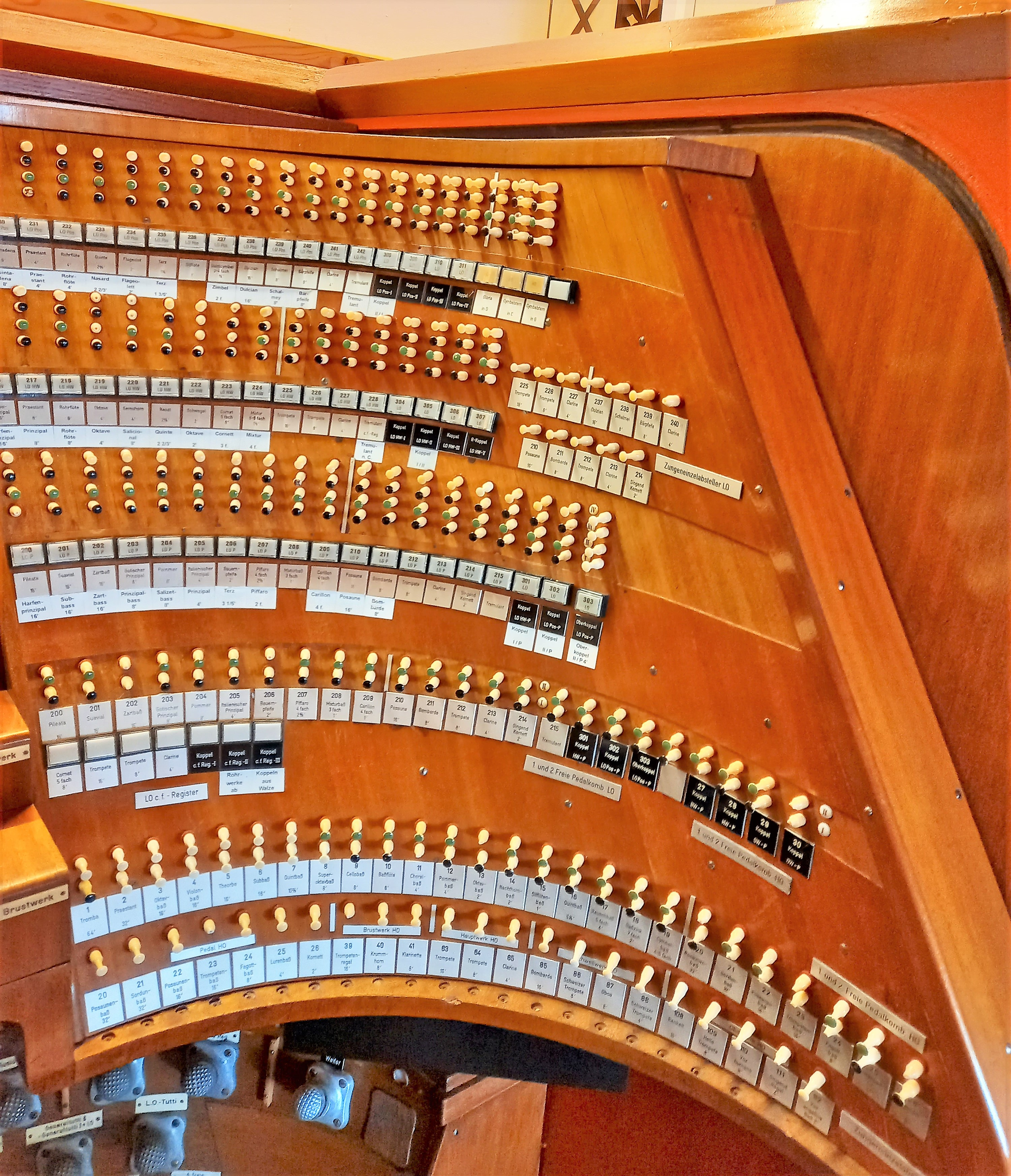

Im Zuge der großen Orgelsanierung in der St. Lorenz-Kirche in Nürnberg im Jahr 2004/2005 wurde die Laurentiusorgel abgebaut und durch einen Neubau der Firma Klais ersetzt. 2008 erfolgte der Verkauf des Instruments nach Marktoberdorf, wo es leicht verändert auf der Empore der Pfarrkirche St. Magnus wiederaufgebaut wurde. Der originale fünfmanualige Generalspieltisch der Gesamtanlage befindet sich heute im Orgelzentrum Valley und wurde dort midifiziert. 2015 wurde die Orgel in Marktoberdorf gesampelt und ist nun auch in Valley von den ersten beiden Manualen und dem Pedal des originalen Generalspieltisches digital zu hören.
| I Hauptwerk C–c4 |                     |       |
| 1.               | Harfenprinzipal     | 16′   |
| 2.               | Prinzipal           | 08′   |
| 3.               | Rohrflöte           | 08′   |
| 4.               | Salicional          | 08′   |
| 5.               | Oktave              | 04′   |
| 6.               | Quinte              | 2 ⁄3′ |
| 7.               | Oktave              | 02′   |
| 8.               | Mixtur IV           |       |
| 9.               | Cornett III         |       |
|                  | Tremulant (Cornett) |       |

| II Positiv C–c4 |             |        |
| 10.             | Koppelflöte | 08′    |
| 11.             | Quintadena  | 08′    |
| 12.             | Praestant   | 04′    |
| 13.             | Rohrflöte   | 04′    |
| 14.             | Nasard      | 2 ⁄3′  |
| 15.             | Flageolett  | 02′    |
| 16.             | Terz        | 1 3⁄5′ |
| 17.             | Zimbel II   |        |
| 18.             | Dulcian     | 16′    |
| 19.             | Schalmey    | 08′    |
| 20.             | Bärpfeife   | 08′    |
|                 | Tremulant   |        |

| Pedal C–g1 |                 |        |
|            | Harfenprinzipal | 16′    |
| 21.        | Subbass         | 16′    |
|            | Zartbass        | 16′    |
| 22.        | Prinzipalbass   | 08′    |
| 23.        | Salizetbass     | 08′    |
| 24.        | Prinzipal       | 04′    |
| 25.        | Terz            | 3 1⁄5′ |
| 26.        | Piffaro II      |        |
| 27.        | Carillon IV     |        |
| 28.        | Posaune         | 16′    |
| 29.        | Bombarde        | 08′    |

- Koppeln:
  - Normalkoppeln: II/I, I/II, I/P, II/P
  - Superoktavkoppel: II/P
- Spielhilfen: 10 Setzerkombinationen, Aufnahme- und Selbstspielfunktion

Anmerkungen:
1. ↑  Transmission aus Nr. 1
2. ↑  Windabschwächung aus Nr. 21

## Orgeln im Alten Schloss

### Moser-Orgel II/38 (Gößweinstein)

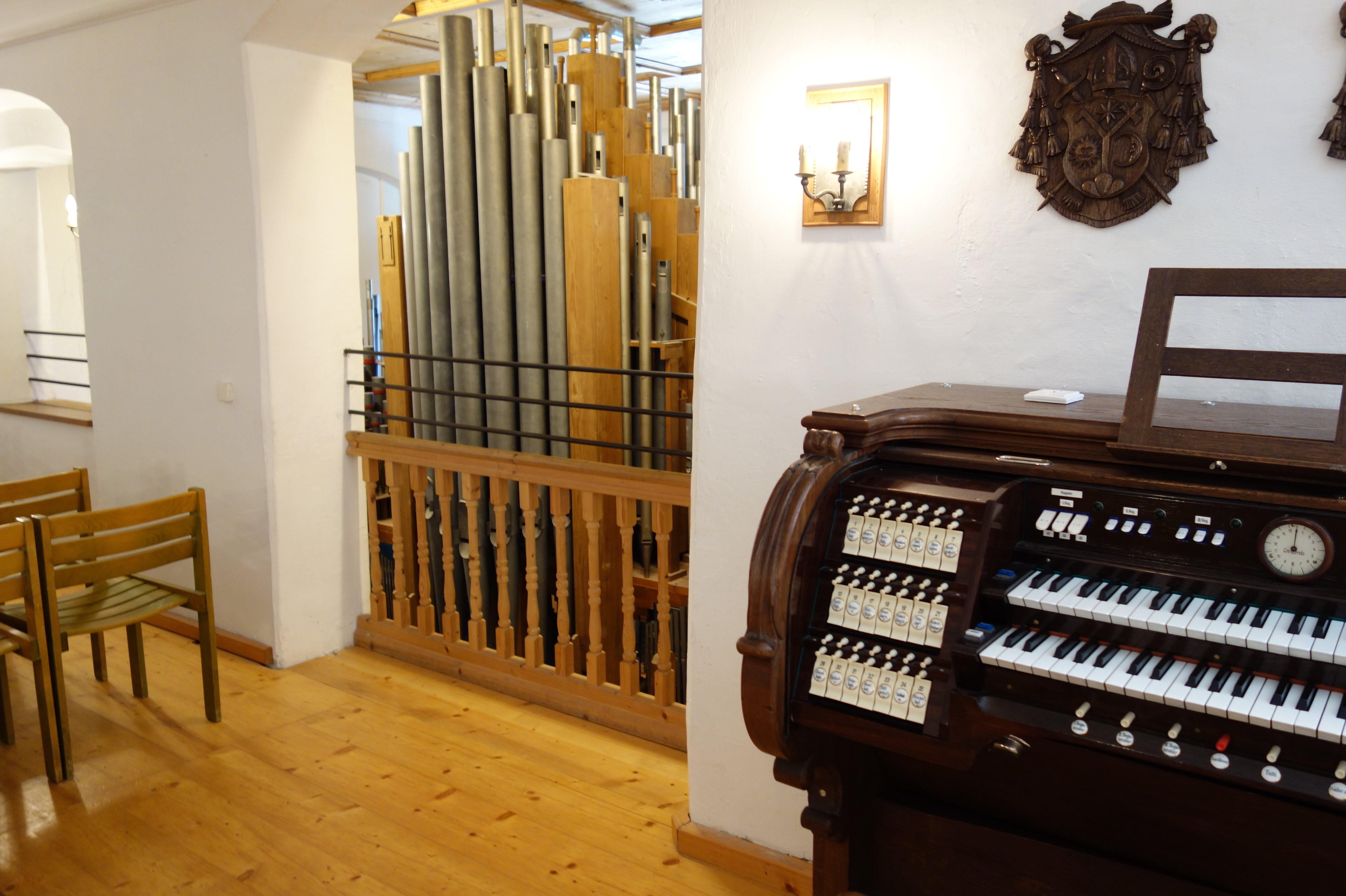
Moser-Orgel (II/38)

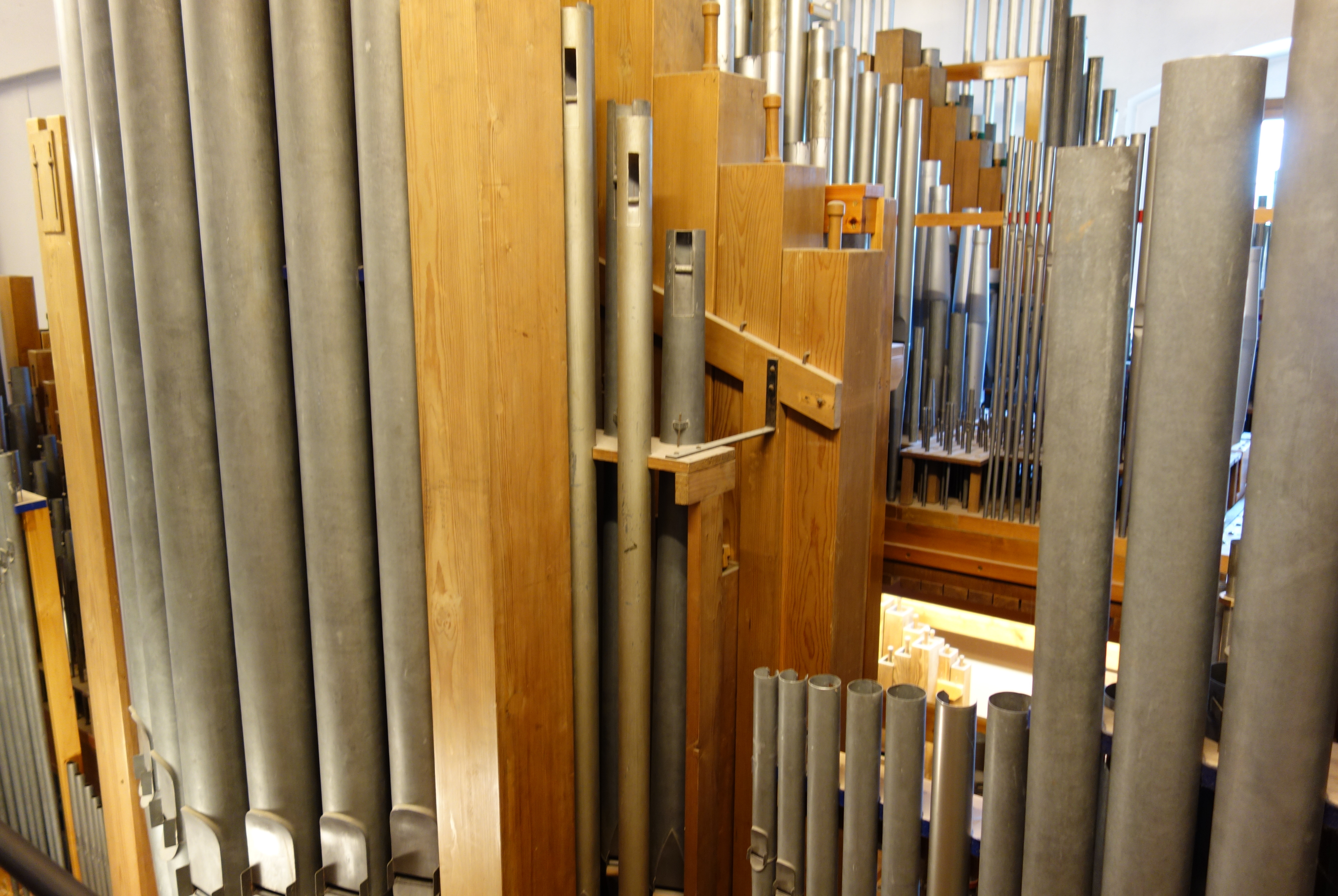
Blick in die Moser-Orgel

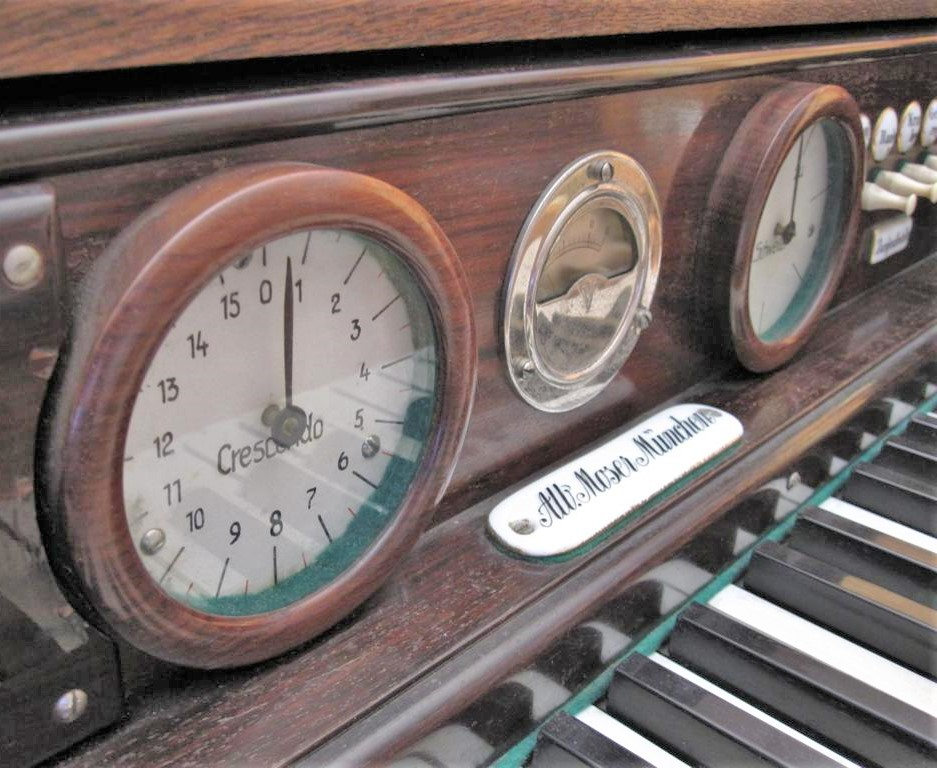
Detail des Spieltisches

Die Moser-Orgel wurde 1939 für die Basilika Gößweinstein erbaut. Als dort 1987/1988 ein Neubau durch die Firma Mathis durchgeführt wurde, rettete Sixtus Lampl das bedeutsame Instrument und stellte es im Orgelsaal des Alten Schloß Valley über zwei Stockwerke auf. Da das historische Barockgehäuse in der Basilika Gößweinstein verblieb, besitzt die Orgel keinen Prospekt. Auch der originale Moser-Spieltisch war bereits in Gößweinstein gegen einen neueren Eisenschmid-Spieltisch ersetzt wurden. Aus stilistischen Gründen wurde der aus dem Kloster Einsiedeln übernommene Spieltisch der sogenannten „Frühamtsorgel“, welche ebenfalls 1934 von Moser erbaut worden war, an die Moser-Orgel angeschlossen. Das Instrument besitzt elektropneumatische Kegelladen.
| I Hauptwerk C–g3 |                 |       |
| 1.               | Gedacktpommer   | 16′   |
| 2.               | Principal       | 08′   |
| 3.               | Holzflöte       | 08′   |
| 4.               | Gemshorn        | 08′   |
| 5.               | Viola di Gamba  | 08′   |
| 6.               | Octav           | 04′   |
| 7.               | Spitzflöte      | 04′   |
| 8.               | Nasat           | 2 ⁄3′ |
| 9.               | Octav           | 02′   |
| 10.              | Blockflöte      | 02′   |
| 11.              | Mixtur II–VIII  |       |
| 12.              | Glöckleinton 2f |       |
| 13.              | Fagott          | 16′   |
| 14.              | Trompete        | 08′   |

| II Schwellwerk C–g3 |                 |       |
| 15.                 | Grobgedackt     | 08′   |
| 16.                 | Salicional      | 08′   |
| 17.                 | Quintade        | 08′   |
| 18.                 | Prästant        | 04′   |
| 19.                 | Rohrflöte       | 04′   |
| 20.                 | Geigenprincipal | 02′   |
| 21.                 | Waldflöte       | 02′   |
| 22.                 | Superquinte     | 1 ⁄3′ |
| 23.                 | Schwegel        | 01′   |
| 24.                 | Sesquialtera II |       |
| 25.                 | Scharff IV      |       |
| 26.                 | Terzzimbel III  |       |
| 27.                 | Geigend Regal   | 16′   |
| 28.                 | Sackpfeife      | 08′   |
|                     | Tremulant       |       |

| Pedal C–f1 |              |         |
| 29.        | Principalbaß | 16′     |
| 30.        | Subbaß       | 16′     |
|            | Stillgedackt | 16′     |
| 31.        | Quintbaß     | 10 2⁄3′ |
| 32.        | Octavbaß     | 08′     |
| 33.        | Flötbaß      | 08′     |
|            | Choralbaß    | 04′     |
| 34.        | Pommer       | 04′     |
| 35.        | Nachthorn    | 02′     |
| 36.        | Octävlein    | 01′     |
| 37.        | Hintersatz V |         |
| 38.        | Posaune      | 16′     |
|            | Fagott       | 08′     |
|            | Trompeten    | 08′     |

- Koppeln:
  - Normalkoppeln: II/I, I/P, II/P
- Spielhilfen: 42 freie Kombinationen, Feste Kombinationen, Registercrescendo, Einzelabsteller …

Anmerkungen:
1. ↑  Transmission aus Nr. 1
2. ↑  Extension aus Nr. 13
3. ↑  Extension aus Nr. 14

### Steinmeyer-Orgel I/10 (Gerolfingen)

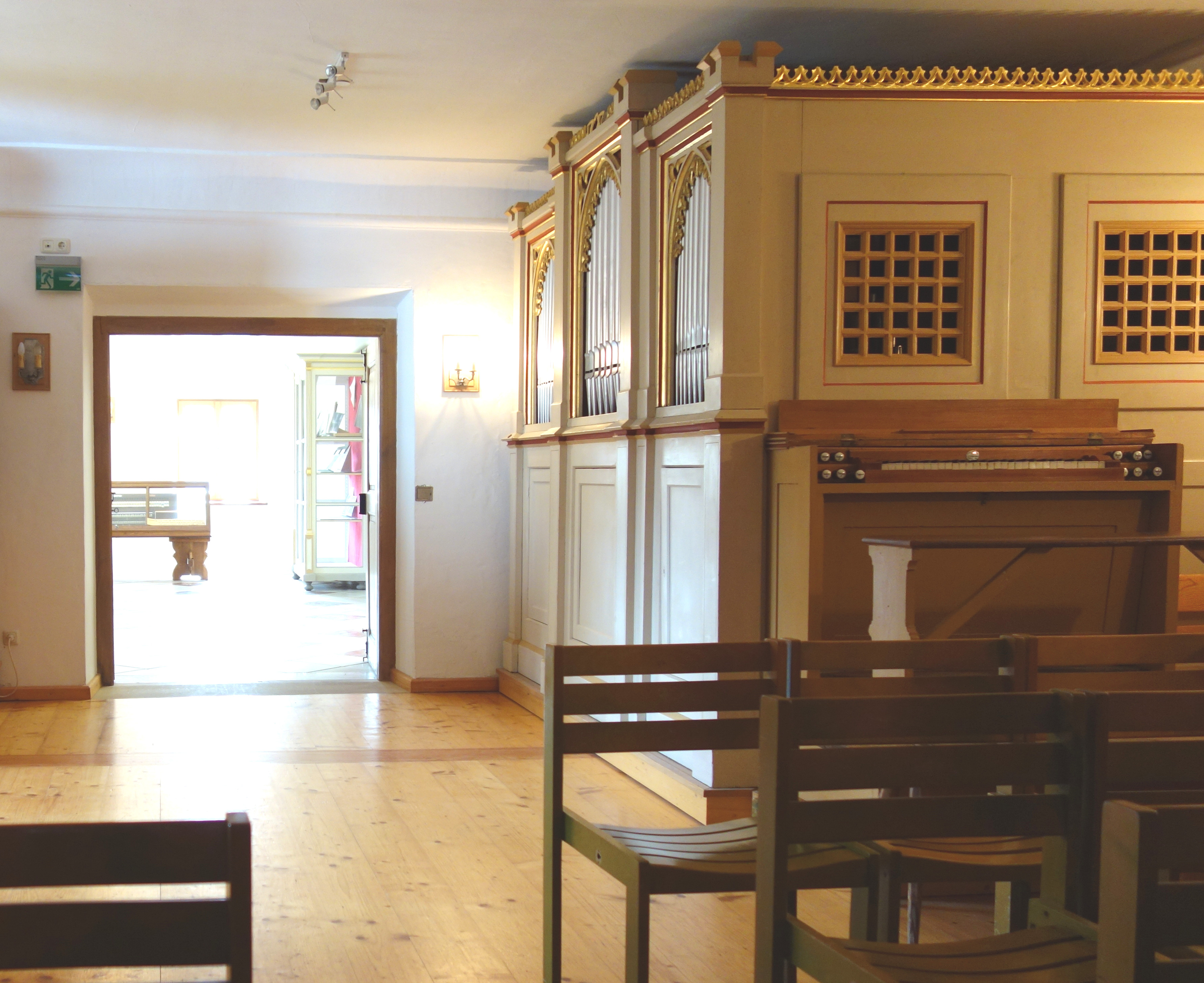
Die Steinmeyer-Orgel aus Gerolfingen

Die Steinmeyer-Orgel wurde als Opus 54 im Jahr 1865 an die Evangelisch-Lutherische Kirche Gerolfingen geliefert. Das Instrument besitzt vollmechanische Kegelladen.
| Manual C–f3 |            |       |
| 1.          | Principal  | 8′    |
| 2.          | Gedeckt    | 8′    |
| 3.          | Gamba      | 8′    |
| 4.          | Salicional | 8′    |
| 5.          | Octav      | 4′    |
| 6.          | Flöte      | 4′    |
| 7.          | Octav      | 2′    |
| 8.          | Mixtur     | 2 ⁄3′ |

| Pedal C–c1 |        |     |
| 9.         | Subbaß | 16′ |
| 10.        | Violon | 08′ |

- Koppel: I/P

### Steinmeyer-Orgel I/6 (unbekannt)
Die Steinmeyer-Orgel wurde um ca. 1850 als Opus 3 erbaut. Das Instrument besitzt vollmechanische Schleifladen.
| I Hauptwerk C–c3 |            |    |
| 1.               | Gedeckt    | 8′ |
| 2.               | Salicional | 8′ |
| 3.               | Principal  | 4′ |
| 4.               | Flöte      | 4′ |
| 5.               | Octav      | 2′ |

| Pedal C–a0 |        |     |
| 6.         | Subbaß | 16′ |

- Koppel: I/P

### Koulen-Orgel II/9 (Frankenried)
Die Koulen-Orgel war ursprünglich 1901 für die Pfarrkirche St. Andreas in Frankenried (im Allgäu) erbaut worden. Als dort 1991 ein Neubau im alten Gehäuse durch Orgelbau Offner anstand, wurde die Koulen-Orgel nach Valley transferiert und eingelagert. 2013 wurde das restaurierte Instrument hinter einen historischen Barockprospekt im Orgelsaal des Alten Schloß Valley aufgestellt. Der Prospekt stammt aus der Pfarrkirche in Pürgen und beinhaltete ursprünglich eine Orgel von Franz Thoma und später ebenfalls eine Koulen-Orgel, welche nicht mehr erhalten ist. So findet heute wieder eine vergleichbare Koulen-Orgel hinter diesem Prospekt ihren Platz. Das Instrument besitzt vollpneumatische Membranladen.
| I Hauptwerk C–f3 |           |    |
| 1.               | Principal | 8′ |
| 2.               | Gedeckt   | 8′ |
| 3.               | Octav     | 4′ |

| II Schwellwerk C–f3 |                |       |
| 4.                  | Flöte          | 8′    |
| 5.                  | Salicional     | 8′    |
| 6.                  | Vox coelestis  | 8′    |
| 7.                  | Gemshorn       | 4′    |
| 8.                  | Mixtur-Kornett | 2 ⁄3′ |

| Pedal C–d1 |              |     |
| 9.         | Subbaß       | 16′ |
|            | Stillgedeckt | 16′ |

- Koppel: II/I, I/P, II/P,
- Spielhilfen: Registercrescendo

Anmerkung:
1. ↑  Windabschwächung aus Nr. 9

### Siebert-Orgel II/12 (Flensburg)
Die Orgel wurde 1931 von Dr. Karl Siebert nach den Plänen von Hans Henny Jahnn erbaut und stand bis zu dessen Tod im Jahr 1948 in seinem Privathaus in Flensburg. Zwischen 1948 und 1964 stand die Hausorgel in Lübeck bei dem Organisten Walter Kraft. 1964 wurde das Instrument dann durch die Firma Klais nach Niederbachem (Nordrhein-Westfalen) umgesetzt, wo sie im Privathaus von Hans Victor und Karin Böttcher (geb. Siebert und Tochter des Erbauers Karl Siebert) Aufstellung fand. 2012 wurde das Instrument dem Orgelzentrum Valley übergeben und nach umfassender Restaurierung 2015 in der Oberen Diele des Alten Schlosses wiederaufgestellt. Das Instrument besitzt vollmechanische Schleifladen.
| I Hauptwerk C–f3 |           |    |
| 1.               | Quintade  | 8′ |
| 2.               | Prinzipal | 4′ |
| 3.               | Oktave    | 2′ |
| 4.               | Krummhorn | 8′ |

| II Schwellwerk C–f3 |           |        |
| 5.                  | Gedackt   | 8′     |
| 6.                  | Rohrflöte | 4′     |
| 7.                  | Terz      | 1 3⁄5′ |
| 8.                  | Quinte    | 1 ⁄3′  |
| 9.                  | Sifflöte  | 1′     |

| Pedal C–f1 |             |       |
| 10.        | Bauernflöte | 2 ⁄3′ |
| 11.        | Nachthorn   | 02′   |
| 12.        | Rankett     | 16′   |

- Koppel: -unbekannt-

### Bohl-Orgel I/5 (Dezenacker)
Die Bohl-Brüstungsorgel war ursprünglich 1846 für die Kirche in Dezenacker (bei Burgheim, Landkreis Neuburg-Schrobenhausen) erbaut worden. Sie ist hoch oben in der Oberen Diele des Alten Schloß Valley aufgestellt. Das Instrument besitzt vollmechanische Schleifladen.
| I Manual C–c3 |           |    |
| 1.            | Copel     | 8′ |
| 2.            | Amarosa   | 8′ |
| 3.            | Principal | 4′ |
| 4.            | Flauto    | 4′ |
| 5.            | Octav     | 2′ |

### Barockpositiv I/5 (Hofendorf)

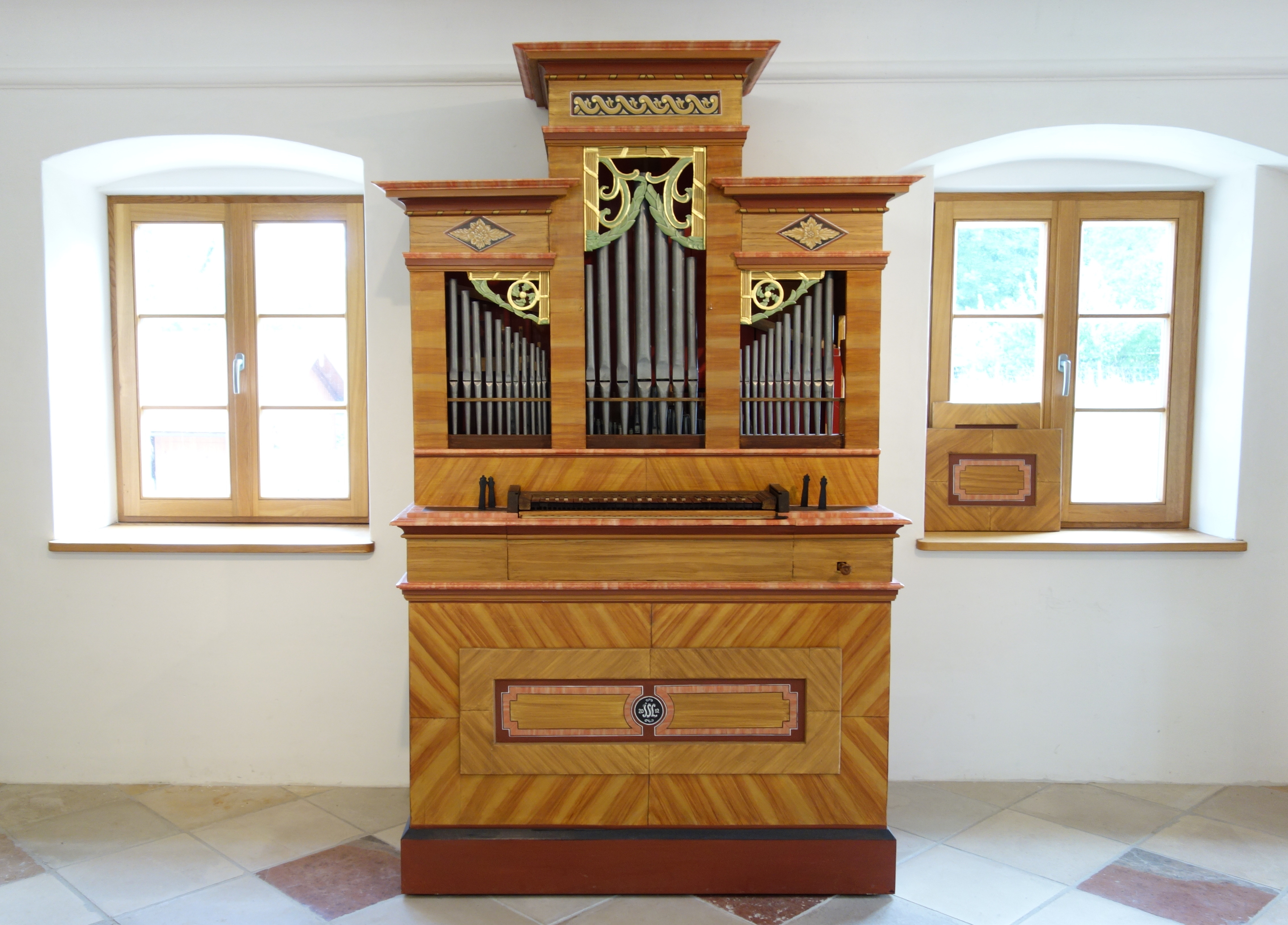
Barockpositiv (I/5)

Das Positiv war im 17. Jahrhundert für die Pfarrkirche Hofendorf bei Neufahrn in Niederbayern erbaut worden. Nach Erweiterungen im 18. Jahrhundert wurde es um 1890 in den Nachbarort Walpersdorf übertragen und in der dortigen Filialkirche aufgestellt. Lange Zeit war die Orgel dort unspielbar, und die Metallpfeifen waren fast völlig geplündert. Im Orgelzentrum Valley wurde das Instrument restauriert und mit historischen Pfeifen ergänzt (unter anderem mit Prospektpfeifen von Friedrich Ladegast) Das Instrument besitzt vollmechanische Schleifladen.
| I Manual C, D, E, F, G, A–c3 |             |       |
| 1.                           | Gedeckt     | 8′    |
| 2.                           | Holzflöte   | 4′    |
| 3.                           | Principal   | 2′    |
| 4.                           | Octav       | 1′    |
| 5.                           | Quinte-Terz | 1 ⁄3′ |

Anmerkung:
1. ↑  Repitiert auf c1 nach  4⁄5′

### Steinmeyer-Nonnenpositiv I/5 (unbekannt)

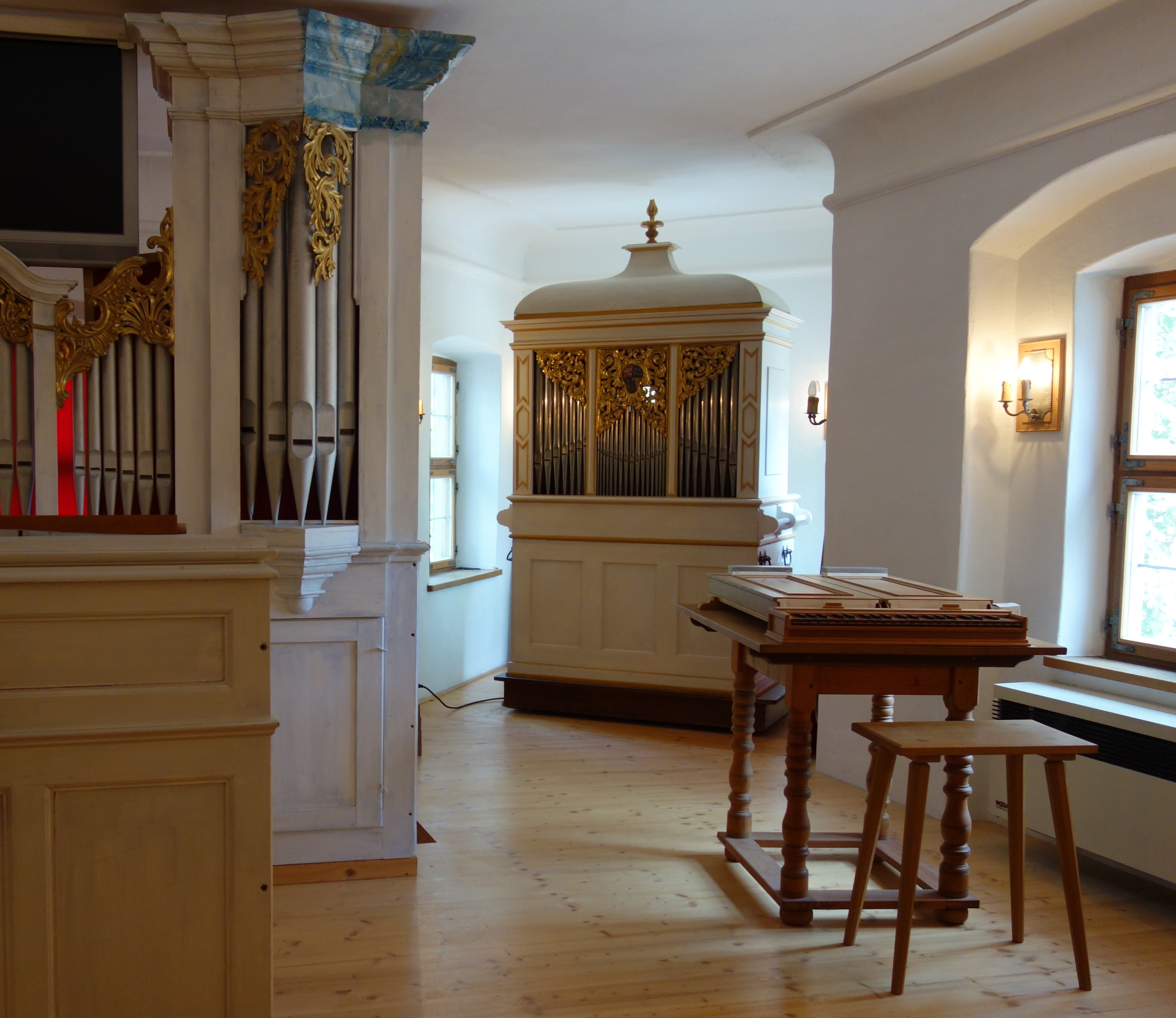
Das Steinmeyer-Positiv (hinten); links die Koulen-Orgel

Im Jahre 1936 wurde ein beinahe vollständig zerstörtes Barockpositiv aus Nothgottes im Rheingau durch die Firma Steinmeyer rekonstruiert. Es handelt sich faktisch um einen Nachbau, welcher sich solch großer Beliebtheit erfreute, sodass in den 1950er Jahren weitere baugleiche Instrumente von Steinmeyer erbaut wurden. Das Instrument besitzt vollmechanische Schleifladen.
| I Manual C–c3 |           |      |
| 1.            | Gedeckt   | 8′   |
| 2.            | Flöte     | 4′   |
| 3.            | Principal | 2′   |
| 4.            | Octav     | 1′   |
| 5.            | Zimbel II | 1⁄2′ |

### Nenninger-Kleinorgel I/5 (München)

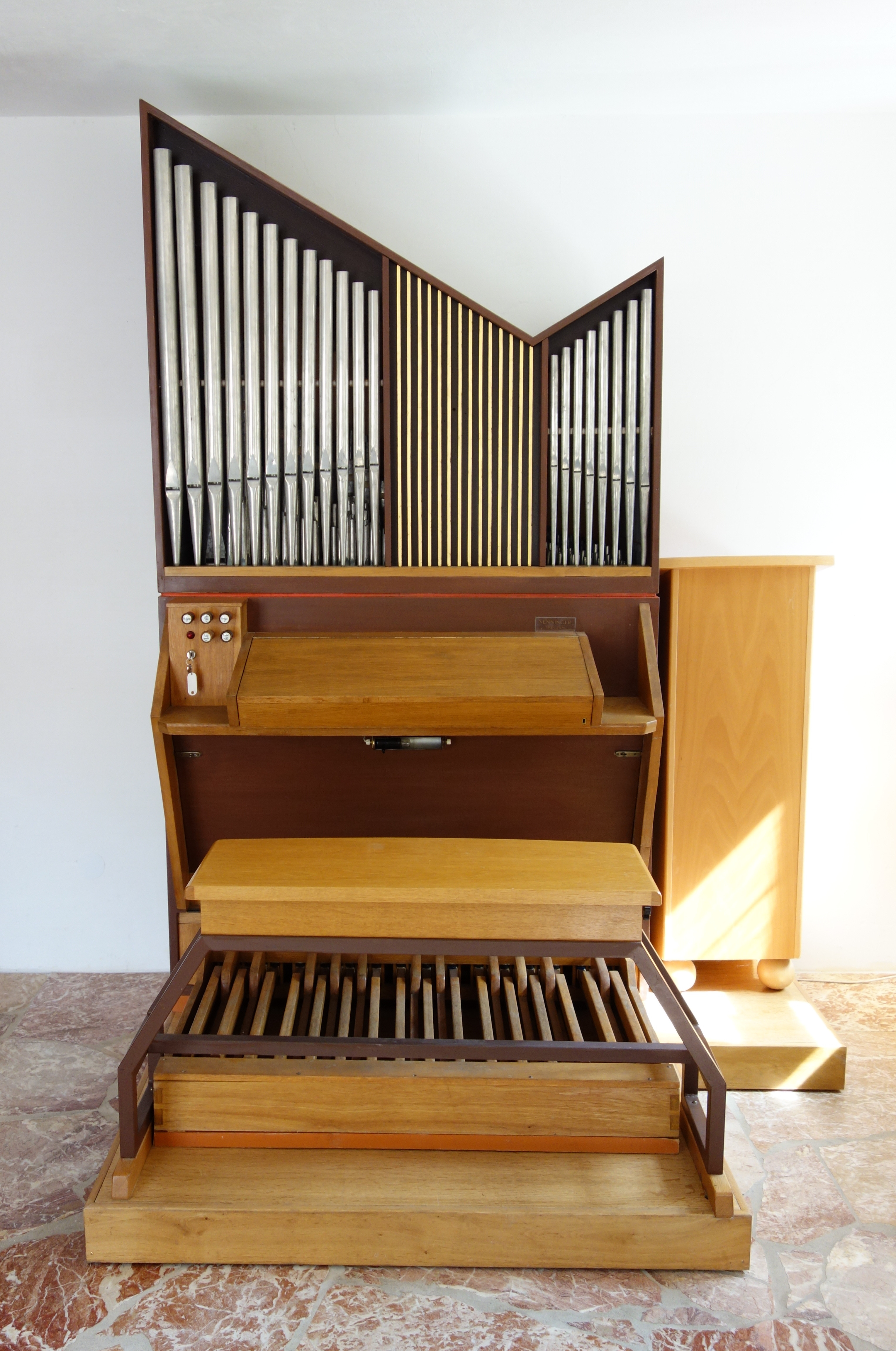
Die Nenninger-Kleinorgel

Die Nenninger-Orgel war ursprünglich in den 1960er Jahren für ein Krankenhaus in München erbaut worden und befindet sich heute in der Eingangshalle des Alten Schloß Valley. Das Instrument besitzt vollmechanische Schleifladen und ein fest angehängtes Pedal.
| I Manual C–c3 |                    |       |
| 1.            | Gedeckt            | 8′    |
| 2.            | Flöte              | 4′    |
| 3.            | Quinte             | 2 ⁄3′ |
| 4.            | Octav              | 2′    |
| 5.            | Zimbeloctav II–III |       |

| Pedal C–f1 |           |
|            | angehängt |

### Fritzenschaf-Prozessionsorgel I/3 (München)
Es handelt sich um einen originalgetreuen Nachbau einer Renaissance-Prozessionsorgel durch Reinhold Fritzenschaf aus dem Jahr 1985.
| I Manual c0-c3 |             |    |
| 1.             | Holzgedeckt | 8′ |
| 2.             | Holzgedeckt | 4′ |
| 3.             | Prinzipal   | 2′ |

### Bormann-Portativ I/2 (München)
Es handelt sich um ein Portativ von Karl Heinz Bormann aus dem Jahr 1967.
| I Manual f-c3 |           |    |
| 1.            | Quintade  | 8′ |
| 2.            | Prinzipal | 2′ |

## Orgeln in der Kellerhalle

### Oskalyd-Kinoorgel II/17 (Heidelberg)

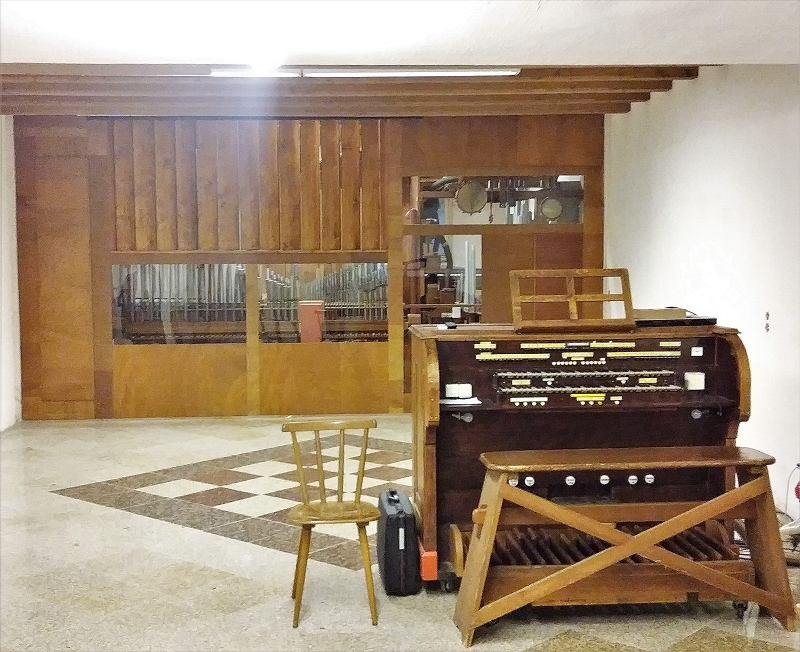
Oskalyd-Kinoorgel in der Kellerhalle

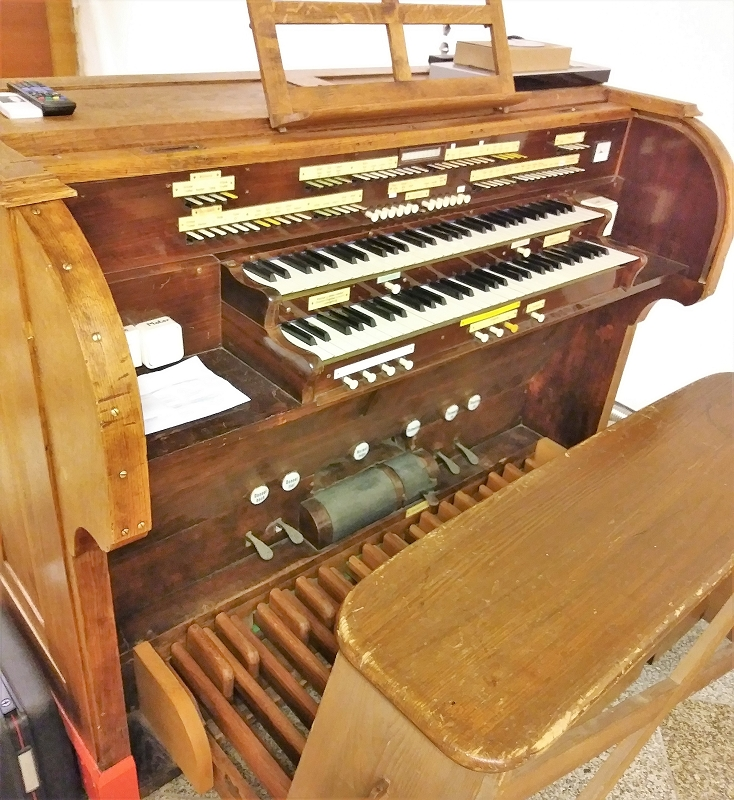
Der Spieltisch

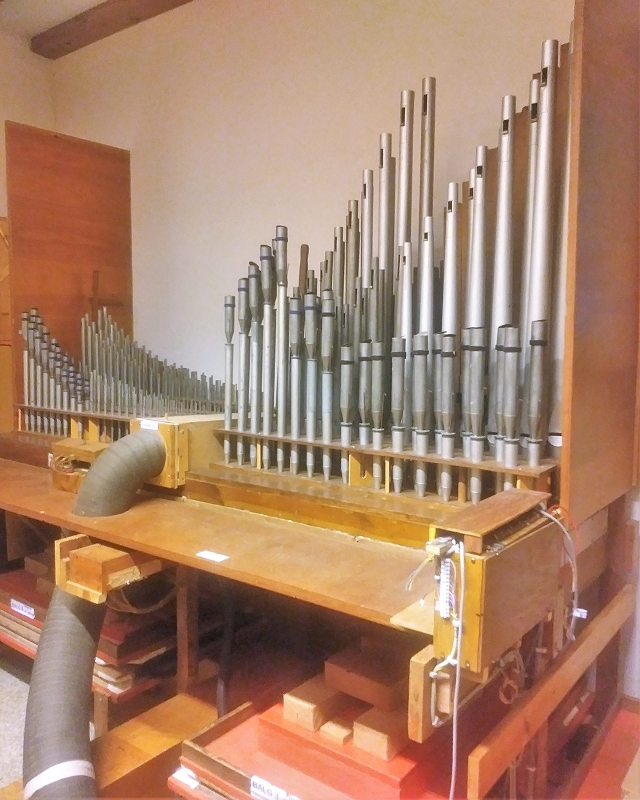
„Fernwerk“ (heute im Orgelinnern aufgestellt)

In der unterirdischen Kellerhalle befindet sich eine Besonderheit des Orgelmuseums. Die Kinoorgel wurde als Walcker Opus 2135 von der Arbeitsgemeinschaft Oskalyd, bestehend aus den Firmen Walcker, Luedtke und Hammer, für das Capitol-Kino in Heidelberg erbaut und am 6. Oktober 1927 eingeweiht. Beide Manualwerke standen in separaten schwellbaren Kammern und das Fernwerk befand sich auf dem Dachboden des Kinos. Der Schallaustritt erfolgte über einen 25 m langen Kanal und durch eine Öffnung in der Kuppel des Kinosaals. Als das Capitol-Kino 1971 abgerissen werden sollte, wurde das Instrument kurzerhand im Heidelberger Schloss eingelagert und 1980 wieder spielbar im Königssaal aufgebaut.
Nun wurde der Königsaal im Jahre 2007 renoviert und die Oskalyd-Orgel abermals abgebaut und in einem Raum im Schwetzinger Schloss eingelagert. 2013 wurde das Instrument schließlich nach Valley transferiert und in den Folgejahren durch Sixtus Lampl wieder spielfähig gemacht. Seit Herbst 2018 ist das Instrument wieder spielbar und befindet sich in der unterirdischen Kellerhalle.
| I Manual C–c4 |                     |            |
| 1.            | Hornflöte           | 8′         |
| 2.            | Gamba               | 8′         |
| 3.            | Choralflöte         | 4′         |
| 4.            | Cornet II-V         | 8′         |
| 5.            | Alphorn             | 8′         |
| 6.            | Klarinette (ab c0)  | 8′         |
|               | Schwebung I         | [ Anm. 4 ] |
|               | Schwebung (Alphorn) |            |
|               | Harfe               |            |

| II Manual C–c4 |              |    |
| 7.             | Bachflöte    | 8′ |
| 8.             | Celeste II   | 8′ |
| 9.             | Quintatön    | 4′ |
| 10.            | Schwiegel    | 2′ |
| 11.            | Aliquot I-II | 8′ |
| 12.            | Oboe         | 8′ |
|                | Schwebung II |    |
|                | Xylophon     |    |

| II Fernwerk C–c4 |              |    |
| 13.              | Bourdon      | 8′ |
| 14.              | Angelica     | 8′ |
| 15.              | Fernflöte    | 4′ |
| 16.              | Vox humana   | 8′ |
|                  | Schwebung FW |    |

| Pedal C–f1 |            |     |
| 17.        | Subbass    | 16′ |
|            | Echobass   | 16′ |
|            | Fagottbass | 16′ |

- Neben- und Effektregister:
  - schlagend: Große Trommel, Becken, Gong forte und piano, Turmuhr, Tamburin, Holzbrett
  - wirbelnd: Große Trommel, Kleine Trommel, Becken, Gong, Holzblock, Holzstab
  - Geräusche: Regen I und II, Eisenbahn, Lokomotivpfiff, Signalpfiff, Sirene, Auto, Telephon, Klingel, Kirchengeläut groß und klein, Schlitten, Rattern, Vogel, Kuckuck I und II, Pfiff, Donner tief und hoch[Anm. 9]

- Koppeln:
  - Normalkoppeln: II/I, P/I (sic!), I/P, II/P
  - Suboktavkoppeln: II/I, II/II
  - Superoktavkoppeln: I/I, II/I, II/II, I/P

- Spielhilfen: 12 feste Kombinationen, Crescendowalze, Normalwalze[Anm. 10], Handregister An, Register I Ab, Register II Ab, Beiwerke wirbelnd an II[Anm. 11], Beiwerke schlagend an II[Anm. 11], Beiwerke insgesamt an I[Anm. 11], Auslöser

Anmerkungen:
1. ↑  In der tiefen Oktave als weite Zunge (= Horn) in Posthornkröpfung ausgeführt, ab der Nulllage handelt es sich um eine weit mensurierte labiale Flöte. (Die genaue Teilung ist zurzeit nicht bekannt.)
2. ↑  C-fis0 8' + 4', ab g0 + 2 2⁄3′, ab c1 + 1 3⁄5′, ab g1 + 2'
3. 1 2  Bei Alphorn und Klarinette handelt es sich jeweils um Zungenregister.
4. ↑  Die Bezeichnung Schwebung meint einen Tremulanten.
5. ↑   C-fis1 8', ab g1 + 22/3'
6. ↑  Das Fernwerk war im Capitol in Heidelberg ursprünglich auf dem Dachboden über der Leinwand aufgestellt und strahlte den Schall über einen 25 m langen Gang durch eine Schallöffnung in der Decke in den Kinosaal ab.
7. ↑  Windabschwächung aus Nr. 17
8. ↑  C-H eigenständig, ab c0 Extension aus Nr. 5
9. ↑  Als Piston; lässt Cluster erklingen.
10. ↑  Die Normalwalze dient zur Bedienung des Generalschwellers. Da ursprünglich alle drei Manuale separat schwellbar waren, existiert unter dem I. Manual eine Einschaltung um festzulegen auf welche Schweller (I, II oder FW) die Walze wirken soll. Da die Orgel heute nur noch einen Generalschweller besitzt nur der Knopf Schweller I eine Funktion
11. 1 2 3  Beim Betätigen einer dieser Spielhilfen werden die eigentlich durch einen Registerschalter einzeln und direkt einschaltbaren Effektregister erst durch die entsprechend ausgewählte Klaviatur ausgelöst. So lassen sich Perkussionseffekte erzeugen.

## Orgeln im „Klingenden Depot“

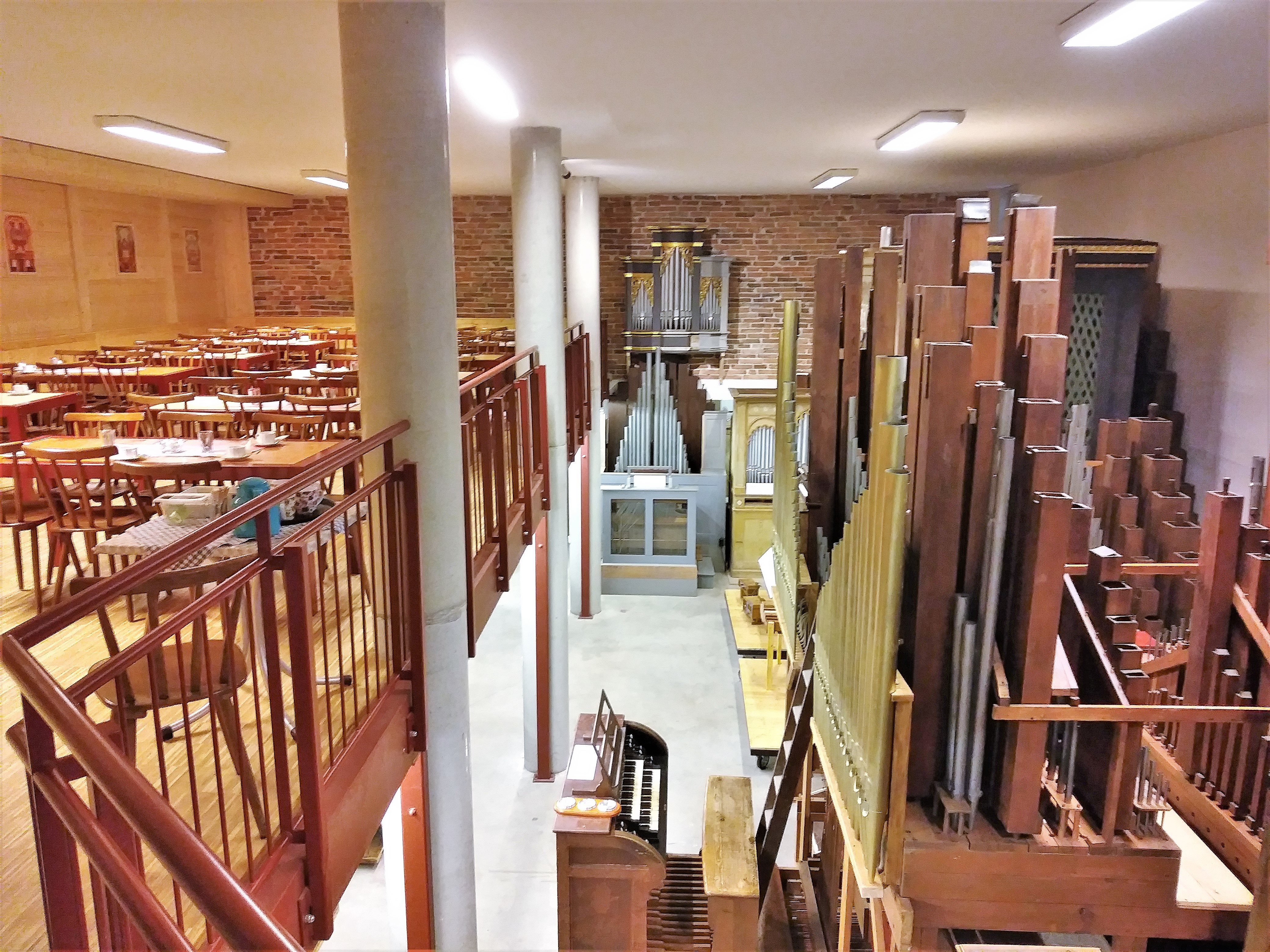
Klingendes Depot

In den beiden Untergeschossen der Zollingerhalle wurde durch Sixtus Lampl ein „Klingendes Depot“ eingerichtet. Dort sind unter anderem einige spielbare Orgeln und vor allem zahlreiche einzelne Spieltische untergebracht. Darüber hinaus sind in einem Zwischengeschoss Esstische und Sitzplätze vorhanden. Das Konzept hinter dem klingenden Depot ist es die verschiedenen Traktur- und Windladensysteme zu veranschaulichen. So findet sich für jeden Systemtyp eine spielbare Beispielorgel, bei der Abdeckungen weggelassen oder durch Plexiglas ersetzt wurden um dem Besucher die Möglichkeit zu geben, die Trakturen während des Spiels zu beobachten.

### Wiedemann-Orgel II/17 (Mürsbach)

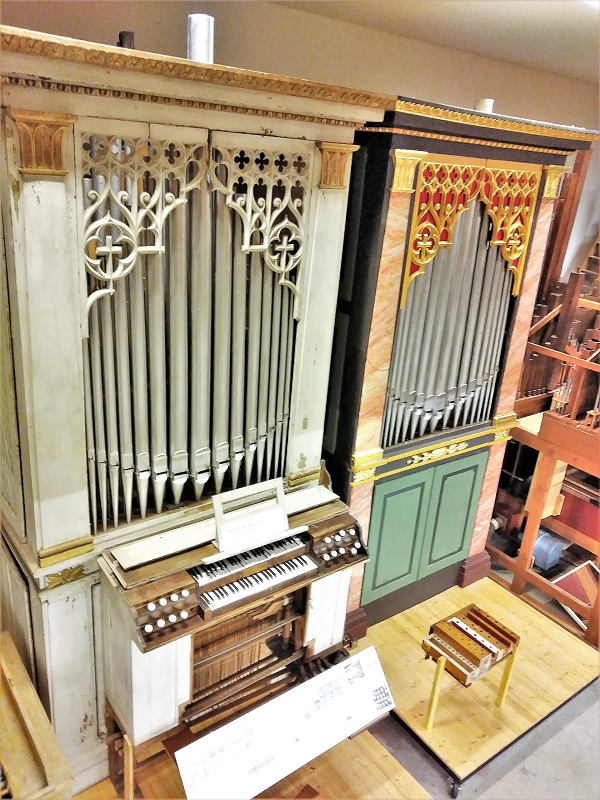
Wiedemann-Orgel (II/17)

Die 1876 durch Friedrich Wiedemann, Stiefsohn von Josef Wiedemann, als Opus 100 der Werkstätte erbaute Orgel befand sich ursprünglich in der Pfarrkirche St. Sebastian in Mürsbach bei Rattelsdorf und wurde Mitte des 20. Jahrhunderts durch Gebr. Hoffmann umgebaut. Das Instrument wurde 2003 durch die heutige Weishaupt-Orgel ersetzt. Bei der Wiederaufstellung im „Klingenden Depot“ wurde ein Gehäuseteil farblich restauriert und eines weiß belassen. Sie wird zur Demonstration des Funktionsprinzips der vollmechanischen Schleiflade genutzt.
| I Hauptwerk C–f3 |                |       |
| 1.               | Principal      | 8′    |
| 2.               | Flauto major   | 8′    |
| 3.               | Gemshorn       | 8′    |
| 4.               | Viola di Gamba | 8′    |
| 5.               | Octave         | 4′    |
| 6.               | Quint          | 2 ⁄3′ |
| 7.               | Sub Octav      | 2′    |
| 8.               | Mixtur IV      | 2′    |
| 9.               | Krummhorn      | 8′    |

| II Manual C–f3 |            |    |
| 10.            | Gedackt    | 8′ |
| 11.            | Salicional | 8′ |
| 12.            | Dulciana   | 4′ |
| 13.            | Blockflöte | 2′ |
| 14.            | Cimbel     | 1′ |

| Pedal C–d1 |          |     |
| 15.        | Violon   | 16′ |
| 16.        | Subbaß   | 16′ |
| 17.        | Octavbaß | 08′ |

- Koppeln: II/I, I/P, II/P

### Bittner-Orgel II/17 (Berching)

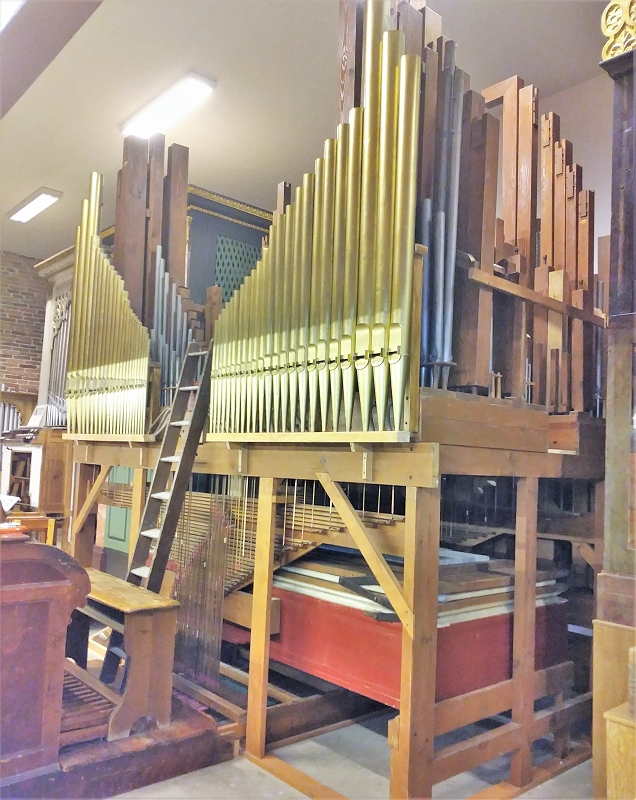
Bittner-Orgel (II/17)

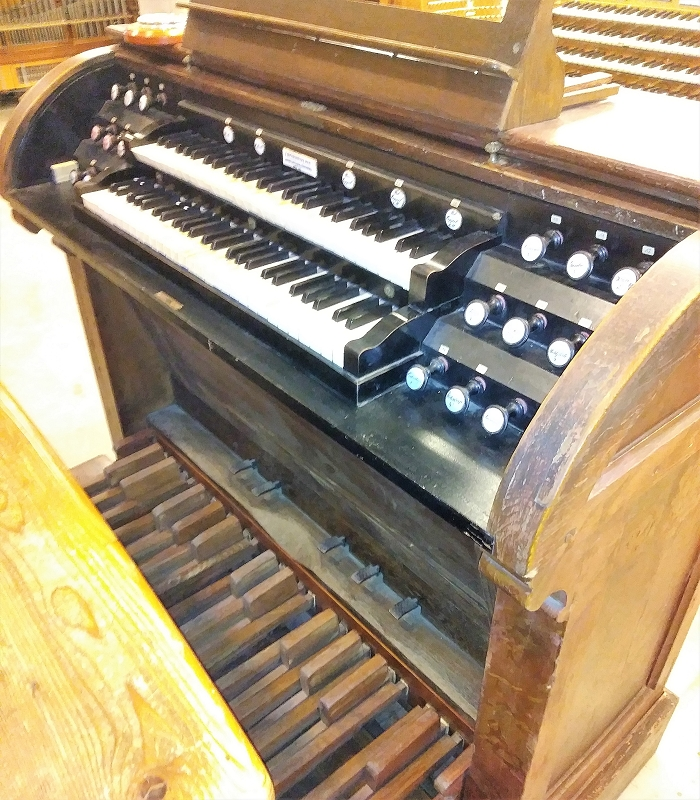
Spieltisch der Bittner-Orgel

Die Bittner-Orgel befand sich ursprünglich in der Pfarrkirche Mariä Himmelfahrt in Berching und wurde 1996 durch die heutige Sandtner-Orgel ersetzt. Das Werk befindet sich heute spielfähig im „Klingenden Depot“. Das Barockgehäuse von 1758 verblieb in Berching und beherbergt nun die neue Sandtner-Orgel, sodass die Bittner-Orgel gehäuselos zur Aufstellung kam, was der Nutzung zur Demonstration des Funktionsprinzips der vollmechanischen Kegellade entgegenkommt.
| I Hauptwerk C–f3 |           |       |
| 1.               | Principal | 8′    |
| 2.               | Flöte     | 8′    |
| 3.               | Gambe     | 8′    |
| 4.               | Octave    | 4′    |
| 5.               | Hohlflöte | 4′    |
| 6.               | Quinte    | 2 ⁄3′ |
| 7.               | Oktave    | 2′    |
| 8.               | Mixtur V  | 2 ⁄3′ |
| 9.               | Cornet V  | 8′    |

| II Manual C–f3 |                  |    |
| 10.            | Lieblich Gedackt | 8′ |
| 11.            | Salicional       | 8′ |
| 12.            | Geigenprincipal  | 4′ |
| 13.            | Flöte            | 2′ |

| Pedal C–d1 |           |     |
| 14.        | Violonbaß | 16′ |
| 15.        | Subbaß    | 16′ |
| 16.        | Octavbaß  | 08′ |
| 17.        | Flötenbaß | 08′ |

- Koppeln: II/I, I/P, II/P
- Spielhilfen: Mezzoforte, Forte

### Siemann-Orgel II/9 (Schwarzenbach (Oberpfalz))

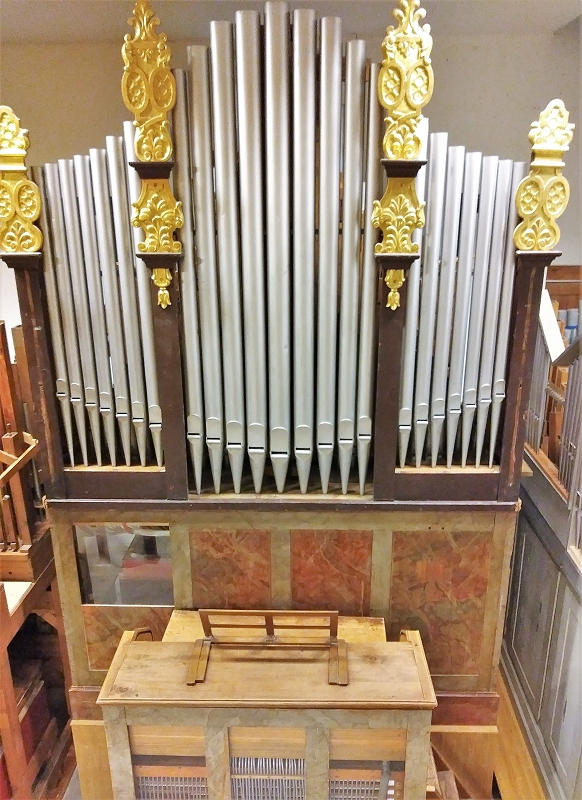
Siemann-Orgel (II/9)

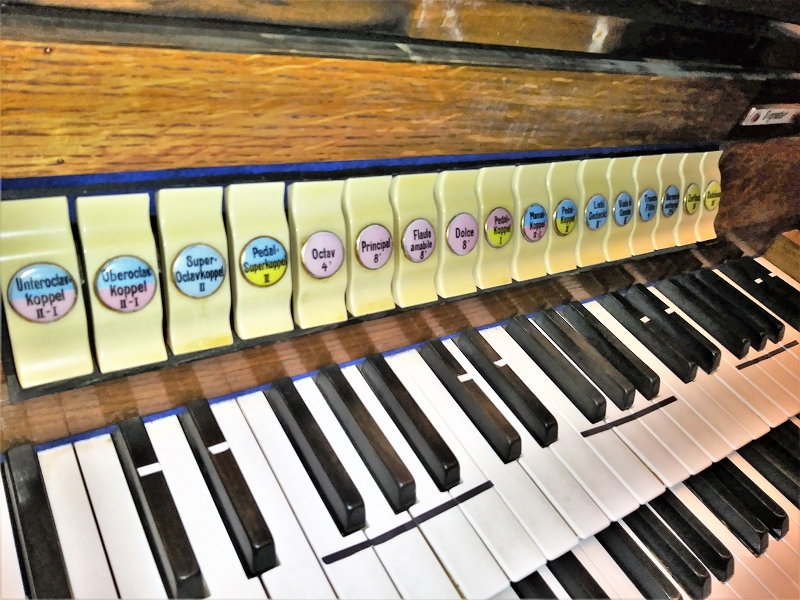
Spieltisch der Siemann-Orgel

Die Siemann-Orgel wurde 1922 für die Pfarrkirche St. Michael in Schwarzenbach bei Bärnau in der Oberpfalz gebaut und 2005 durch die heutige Eisenbarth-Orgel ersetzt. Im „Klingenden Depot“ wird sie zur Demonstration des Funktionsprinzips der vollpneumatischen Kegellade genutzt.
| I Hauptwerk C–f3 |                |    |
| 1.               | Principal      | 8′ |
| 2.               | Flauto amabile | 8′ |
| 3.               | Dolce          | 8′ |
| 4.               | Octav          | 4′ |

| II Manual C–f3 |                      |       |
| 5.             | Lieblich Gedackt     | 8′    |
| 6.             | Viola di Gamba       | 8′    |
| 7.             | Traversflöte         | 4′    |
| 8.             | Harmonia aetheria IV | 2 ⁄3′ |

| Pedal C–d1 |          |     |
| 9.         | Subbass  | 16′ |
|            | Zartbass | 16′ |

- Koppeln:
  - Normalkoppeln: II/I, I/P, II/P
  - Suboktavkoppel: II/I
  - Superoktavkoppeln: II/I, II/II
- Spielhilfen: Piano, Mezzoforte, Forte, Tutti, Auslöser

Anmerkung:
1. ↑  Windabschwächung aus Nr. 9

### Weise-Orgel I/6 (Bubach (Niederbayern))

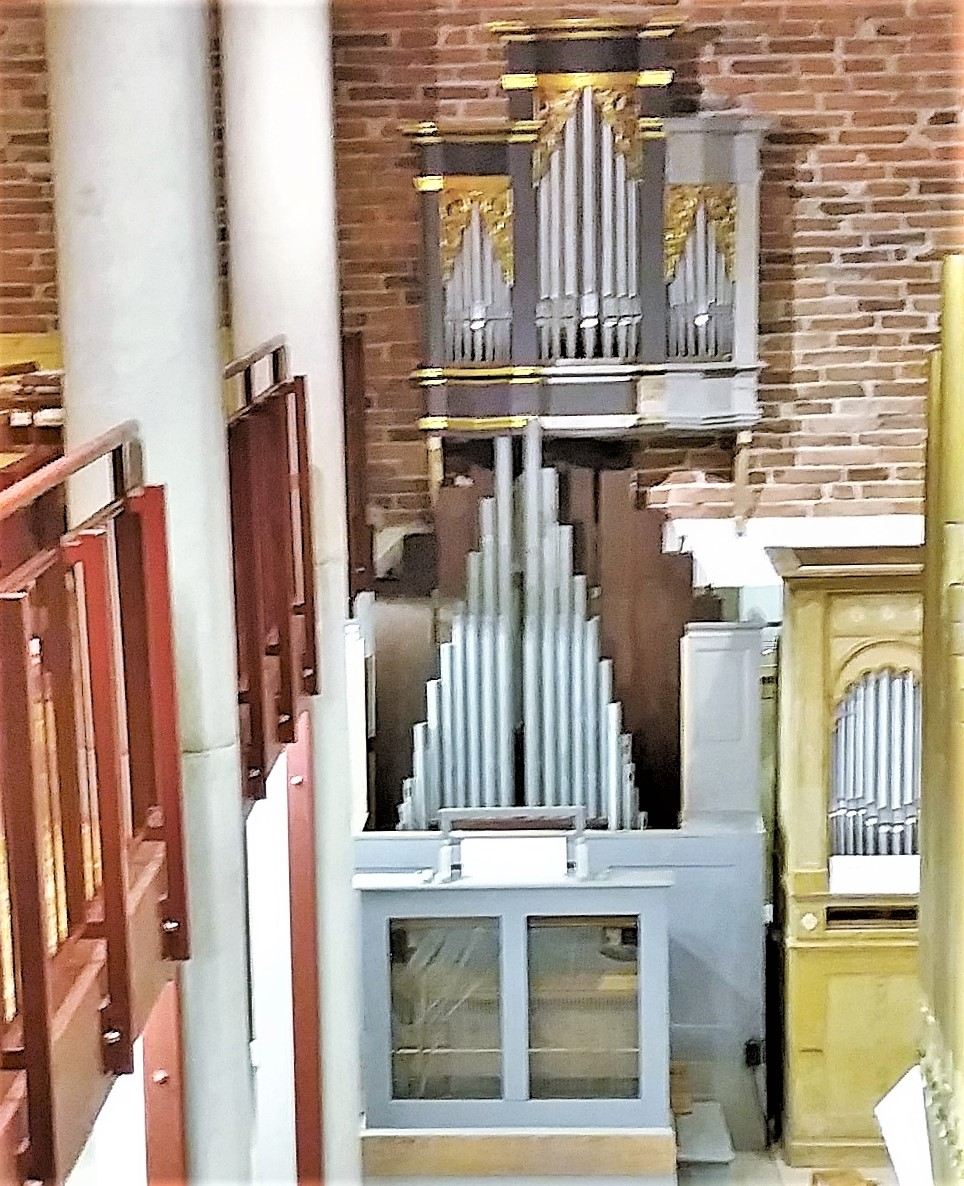
Gesamtansicht der Weise-Orgel (I/5)

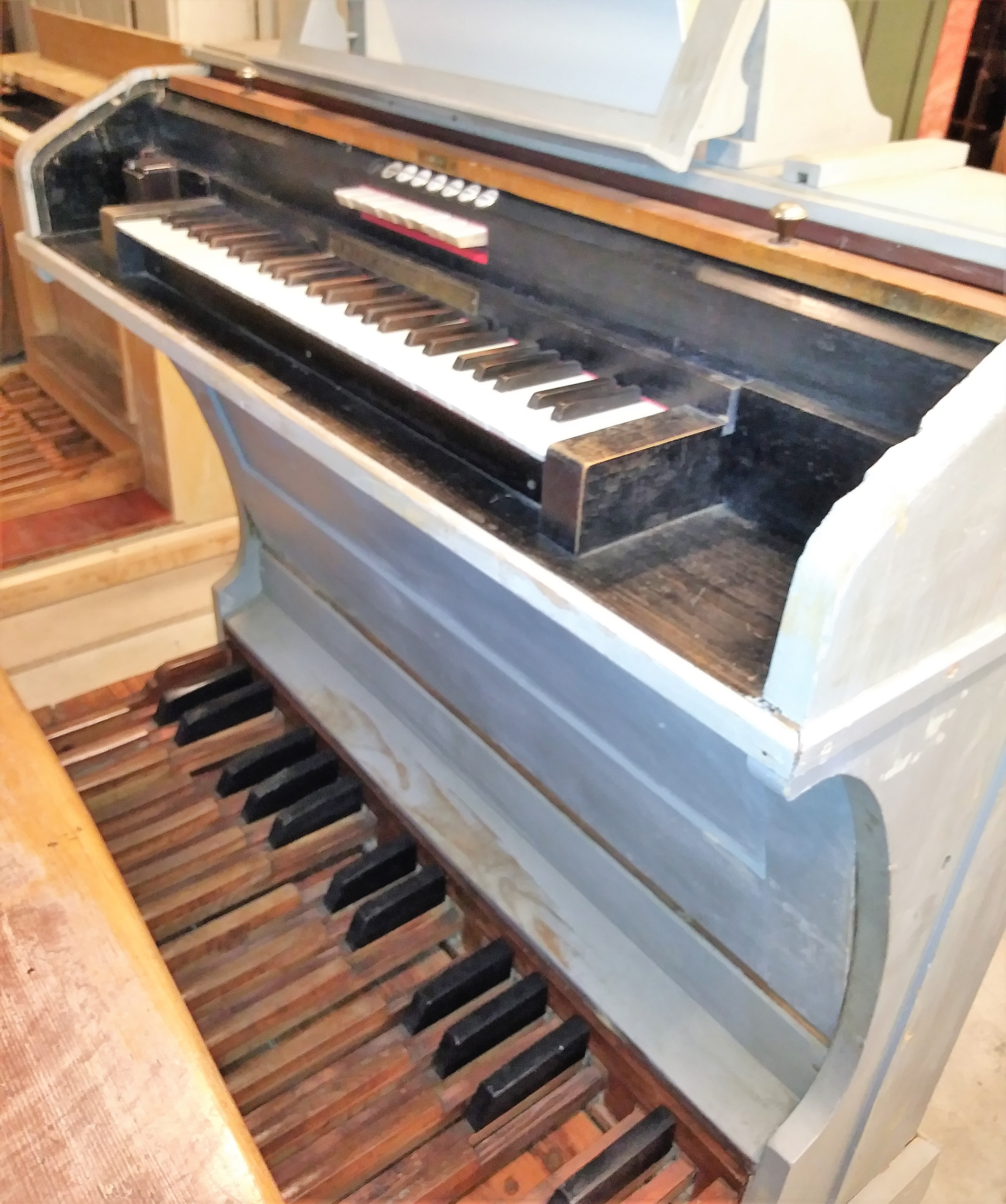
Spieltisch der Weise-Orgel

Die Weise-Orgel wurde 1923 für die Pfarrkirche St. Petrus in Bubach (Niederbayern) erbaut und 2006 durch eine neue Orgel ersetzt. Sie befindet sich heute spielfähig im „Klingenden Depot“ und wird zur Demonstration des Funktionsprinzips der vollpneumatischen Membranlade genutzt. Der historische Barockprospekt von 1730 wurde über der Orgel aufgehängt, sodass der Blick auf das Pfeifenwerk freigegeben ist.
| I Hauptwerk C–f3 |            |    |
| 1.               | Gedeckt    | 8′ |
| 2.               | Gamba      | 8′ |
| 3.               | Salicional | 8′ |
| 4.               | Principal  | 4′ |

| Pedal C–d1 |         |     |
| 5.         | Subbass | 16′ |

- Koppeln:
  - Normalkoppeln: I/P
  - Suboktavkoppel: I/I
  - Superoktavkoppel: I/I

### Württembergische Orgel I/8 (unbekannt)

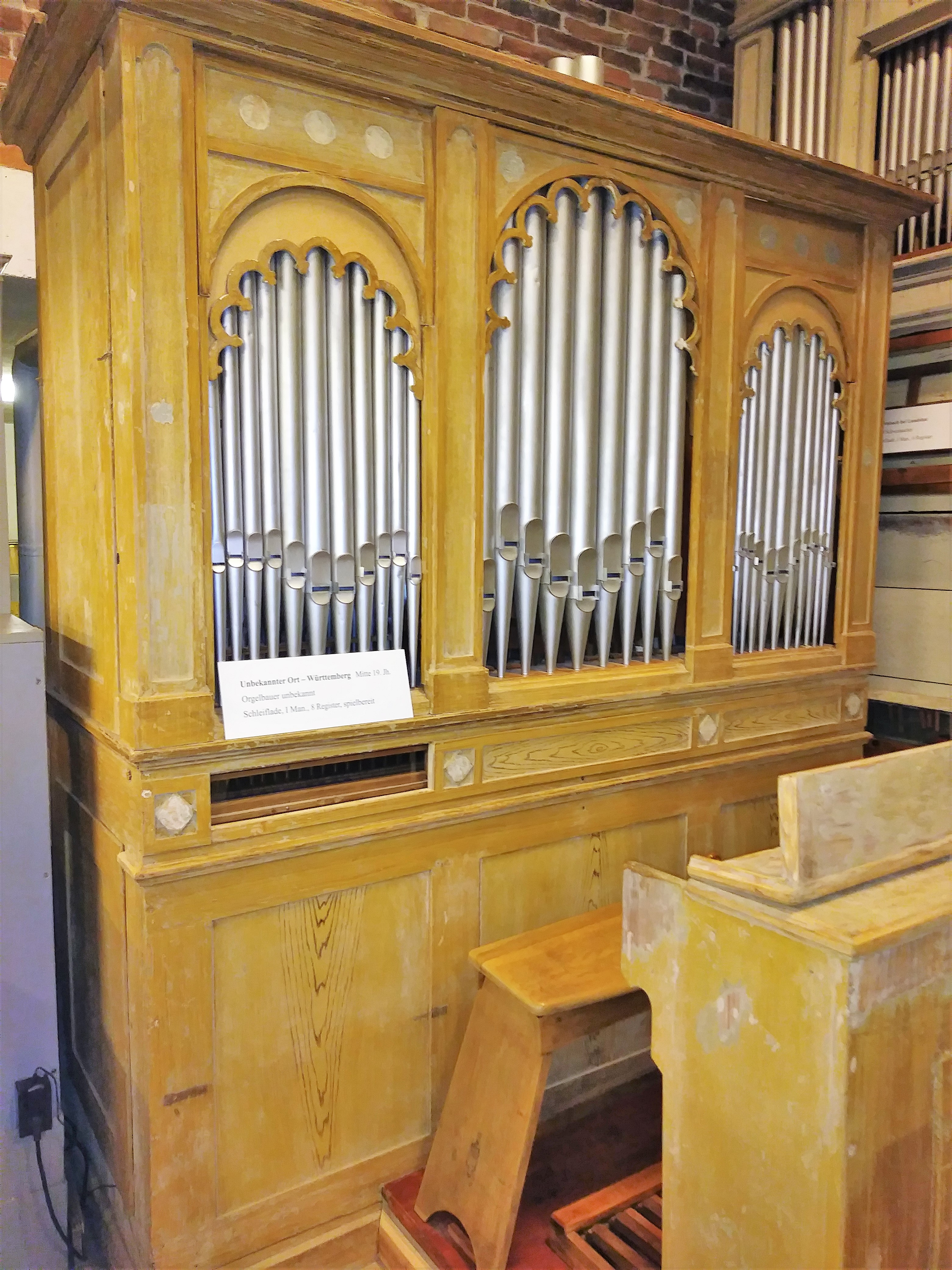
Orgel aus Württemberg

Die genaue Herkunft und der Erbauer dieser Orgel sind unklar. Sie stammt offensichtlich aus Württemberg.
| I Hauptwerk C– |           |    |
| 1.             | Principal | 8′ |
| 2.             | Gedeckt   | 8′ |
| 3.             | Gamba     | 8′ |
| 4.             | Octave    | 4′ |
| 5.             | Octave    | 2′ |
| 6.             | Mixtur    | 2′ |

| Pedal C– |         |     |
| 7.       | Subbass | 16′ |
| 8.       | Cello   | 08′ |

- Koppel: I/P

### Privatorgel I/3 (München)

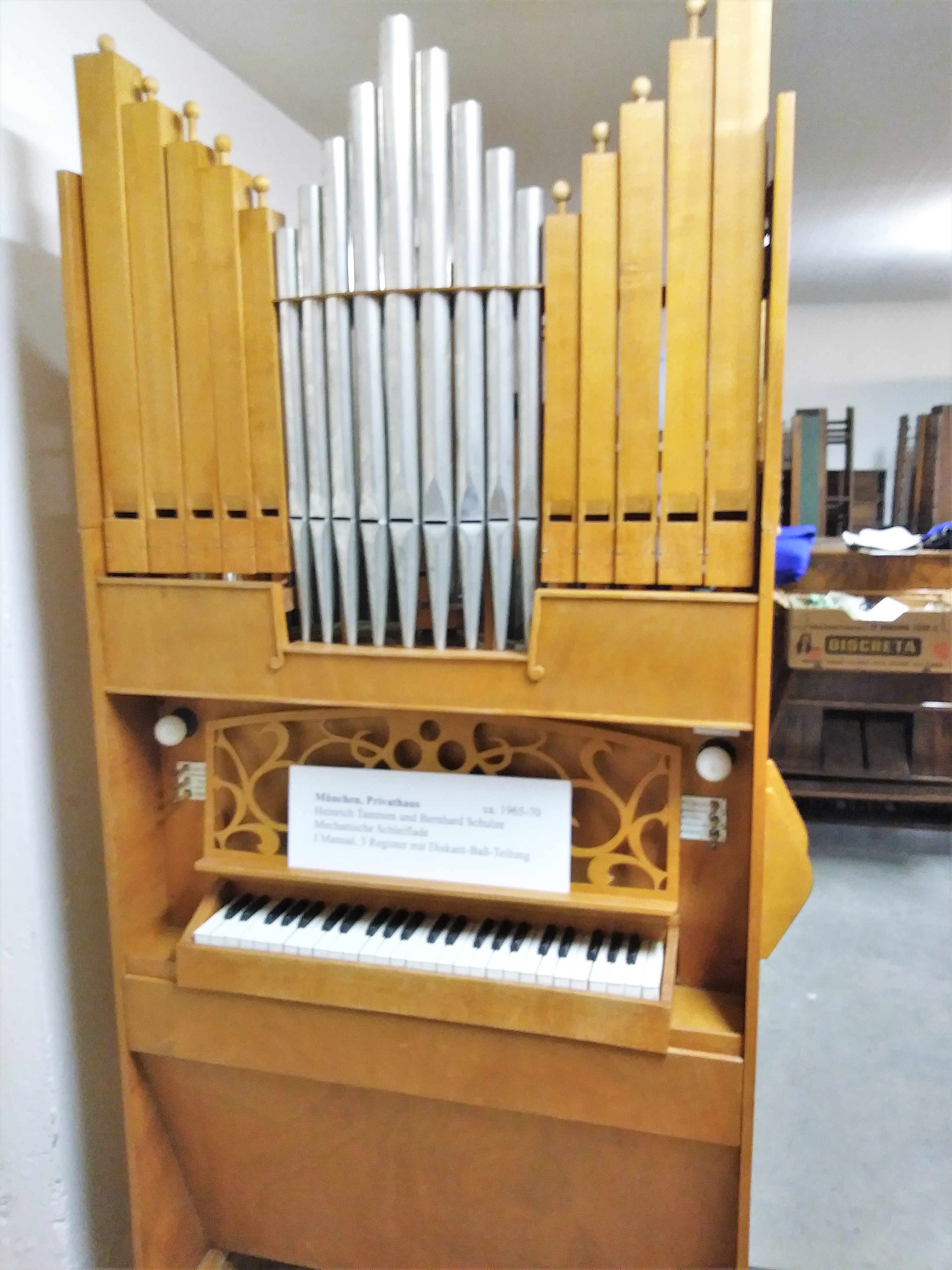
Privatorgel aus München

Die genaue Herkunft und der Erbauer dieser Orgel sind unklar. Sie stammt wohl aus München.
| I Manual C– |           |    |     |
| 1.          | Gedackt   | 4′ | B/D |
| 2.          | Prinzipal | 2′ | B/D |
| 3.          | Sifflöte  | 1′ | B/D |

### Weitere Spieltische im „Klingenden Depot“
| Ursprünglicher Standort                              | Orgelbauer               | Baujahr | Bild | Manuale | Verbleib der Orgel                                                                                               |
| ---------------------------------------------------- | ------------------------ | ------- | ---- | ------- | --- |
| Augsburg, Ev.-Luth. Heilig-Kreuz-Kirche              | Steinmeyer               | 1959    |      | II/P    | Orgel aus dem Jahr 1910; 1959 neuer Spieltisch; 1992 aufgegeben und ersetzt.                                     |
| Bamberg, St. Martin                                  | Steinmeyer               | 1934    |      | III/P   | Orgel aus dem Jahr 1894; 1934 neuer Spieltisch; 1999 restauriert und Spieltisch ersetzt.                         |
| Bremen-Oslebshausen, Nikolaikirche                   | Orgelbau W. Sauer        | 1929    |      | II/P    | Orgel in Valley eingelagert                                                                                      |
| Fürth-Burgfarrnbach, St. Johannis                    | unbekannt                | 1927    |      | II/P    | Orgel 2001 ersetzt.                                                                                              |
| Coburg, Moritzkirche                                 | E. F. Walcker & Cie.     | 1929    |      | IV/P    | Orgel 1989 aufgegeben und ersetzt.                                                                               |
| Hochheim am Main, St. Peter und Paul                 | Martin Schlimbach & Sohn | 1869    |      | II/P    | |
| Landshut, St. Martin                                 | H. Koulen & Sohn         | 1914    |      | III/P   | 70 Register; Orgel 1984 durch Neubau ersetzt; Vollständig erhalten und eingelagert im Orgelzentrum Valley        |
| Mödishofen, St. Vitus                                | H. Koulen & Sohn         | 1914    |      | II/P    | Opus 192; 1994 ersetzt; Orgel vollständig eingelagert in Valley                                                  |
| München, Dom (Frauenkirche)                          | Josef Zeilhuber          | 1955    |      | IV/P    | 79 Register; Vollständig erhalten und eingelagert im Orgelzentrum Valley                                         |
| Ottobeuren, Klosterkirche St. Alexander und Theodor  | Steinmeyer               | 1957    |      | V/P     | Elektrischer Hauptspieltisch der Marienorgel; Die Orgel existiert nach wie vor in Ottobeuren.                    |
| Ottobeuren, Klosterkirche St. Alexander und Theodor  | Steinmeyer               | 1957    |      | III/P   | Mechanischer Zweitspieltisch der Marienorgel; Die Orgel existiert nach wie vor in Ottobeuren.                    |
| Siegsdorf (Oberbayern), Mariä unbefleckte Empfängnis | Albert Moser             | ~ 1920  |      | II/P    | Umbau und neuer Spieltisch für eine ältere Orgel; 2012 ersetzt                                                   |
| Senden (Bayern), Evangelische Kirche                 | Steinmeyer               | 1909    |      | II/P    | Opus: 1009; Orgel 1993 ersetzt                                                                                   |
| unbekannt                                            | Günter Schwan            | 1980    |      | II/P    | vermutlich aus einer Neuapostolischen Kirche                                                                     |
| unbekannt                                            | Alban Späth (Fulda)      | 1958    |      | II/P    | eventuell handelt es sich um den Spieltisch für Hofbieber                                                        |
| unbekannt                                            | H. Koulen & Sohn         | ~ 1910  |      | I       | |
| unbekannt                                            |                          | ~ 1900  |      | II/P    | |
| unbekannt                                            |                          | ~ 1880  |      | I/P     | |
| unbekannt                                            |                          | ~ 1900  |      | I/P     | |
| Vohenstrauß, Mariä Unbefleckte Empfängnis            | Michael Weise            | 1932    |      | III/P   | Orgel 1999 ersetzt; Eine Besonderheit ist, dass das II. Manualwerk (4 Register) im Spieltisch untergebracht war. |

### Weitere Spieltische im Alten Schloss
| Ursprünglicher Standort                          | Orgelbauer      | Baujahr | Bild | Manuale | Verbleib der Orgel |
| ------------------------------------------------ | --------------- | ------- | ---- | ------- | --- |
| Fulda, Dom St. Salvator                          | Otto Heuss GmbH | ~ 1980  |      | IV/P    | Orgel aus dem Jahr 1934; Instrument 1992 aufgegeben und 1996 durch einen Neubau ersetzt. |
| Altomünster, Klosterkirche St. Alto und Birgitta | Albert Moser    | 1919    |      | II/P    | Orgel 1986 verschrottet. Es handelte sich um eines der ersten Instrumente Mosers nach dessen gemeinsamer Tätigkeit mit Leopold Nenninger. Eine Besonderheit der Orgel waren trotz der romantischen Disposition die Register Septime und None im Schwellwerk, die tatsächlich von Moser so disponiert waren. |

## Vollständig eingelagerte Orgeln
| Ursprünglicher Standort                         | Orgelbauer               | Baujahr | Manuale | Register | Bemerkungen |
| ----------------------------------------------- | ------------------------ | ------- | ------- | -------- | --- |
| Ansbach, St. Gumbertus                          | Steinmeyer               | 1961    | III/P   | 47       | op. 2018 mechanische Schleiflade                                                                                           |
| Ascholtshausen, Mariä Himmelfahrt               | Steinmeyer               | 1921    | II/P    | 15       | |
| Bamberg, Lehrerbildungsseminar                  | Steinmeyer               | 1904    | II/P    | 7        | |
| Brand bei Marktredwitz, Margarethenkirche       | Steinmeyer               | 1904    | II/P    | 10       | Schwalbennestorgel |
| Bremen-Oslebshausen, Nikolaikirche              | Orgelbau W. Sauer        | 1929    | II/P    | 15       | |
| Dillingen an der Donau, Ev.-Luth. Kirche        | Steinmeyer               | 1894    | II/P    | 13       | op. 508 pneumatische Kegellade                                                                                             |
| Dornstadt, Ev. Kirche                           | Steinmeyer               | 1943    | II/P    | 12       | op. 1728 |
| Ebratshofen, St. Elisabeth                      | H. Koulen & Sohn         | 1910    | II/P    | 14       | |
| Bad Endorf, St. Jakobus der Ältere              | Max Maerz                | 1856    | II/P    | 28       | 1915 erweitert durch Siemann                                                                                               |
| Freising, Heiliggeistspital                     | Johann Rödl              | 1864    | I/P     | 8        | |
| Fürth-Burgfarrnbach, St. Johannis               | Steinmeyer               | 1927    | II/P    | 12       | op. 1462 pneumatische Taschenlade                                                                                          |
| Geltolfing, St. Peter und Paul                  | Michael Weise            | 1912    | II/P    | 11       | |
| Gleißenberg, Ev.-Luth. Kirche                   | Bittner                  | 1870    | I/P     | 7        | |
| Goldburghausen, Ev. Kirche                      | Steinmeyer               | 1854    | I/P     | 6        | op. 9 mechanische Kegellade                                                                                                |
| Hamburg-Altona, St. Pauli-Kirche                | Orgelbau W. Sauer        | 1932    | III/P   | 38       | |
| Hirnsberg (Bad Endorf), Mariä Himmelfahrt       | Max Maerz                | 1855    | I/P     |          | |
| Huisheim, St. Vitus                             | H. Koulen & Sohn         | 1905    | II/P    | 14       | |
| Hochheim am Main, St. Peter und Paul            | Martin Schlimbach & Sohn | 1869    | II/P    | 18       | |
| Landshut, St. Martin                            | H. Koulen & Sohn         | 1914    | III/P   | 70       | Diese Orgel gilt als Initialzündung der Sammlung von Sixtus Lampl.                                                         |
| Mariaposching, Mariä Geburt                     | Joseph Grübel            | 1882    | I/P     | 10       | |
| Metten, Schloss Himmelberg                      | Willibald Siemann        | 1939    | II/P    | 6        | op. 498, pneumatische Kegellade. Teile der Refektoriumsorgel von St. Bonifaz München (Max Maerz 1852 I/7) wiederverwendet. |
| Mindelheim, Hausorgel                           | Marke Eigenbau           | ????    | III/P   | 20       | |
| Mittelneufnach, St. Johannes Evangelist         | Julius Schwarzbauer      | ????    | II/P    | 11       | |
| Mödishofen, St. Vitus                           | H. Koulen & Sohn         | 1914    | II/P    | 8        | |
| Mörnsheim, St. Anna                             | Bittner                  | 1899    | I/P     | 7        | |
| München-Bogenhausen, St. Georg                  | Franz Xaver Frosch       | 1862    | I/P     | 7        | |
| München, Dom (Frauenkirche)                     | Josef Zeilhuber          | 1957    | IV/P    | 79       | Hauptorgel der Frauenkirche, vollständig eingelagert erhalten!                                                             |
| München, Kongresssaal des Deutschen Museums     | Steinmeyer               | 1947    | IV/P    | 75       | Identischer Nachbau der im Krieg zerstörten Steinmeyer-Orgel von 1938. op. 1755, elektrische Taschenlade                   |
| München-Haidhausen                              | Steinmeyer               | 1901    | I/P     | 10       | aus dem Prinzregententheater op. 718, pneumatische Taschenlade                                                             |
| Niederhöcking, St. Martin                       | Ludwig Edenhofer         | 1910    | I/P     | 6        | |
| Oberköblitz, St. Emmeram                        | Willibald Siemann        | 1912    | II/P    | 14       | op. 285, pneumatische Kegellade                                                                                            |
| Pfaffenhofen (Roth), Ev.-Luth. St. Ottilia      | Steinmeyer               | 1930    | II/P    | 6        | op. 1522 pneumatische Taschenlade                                                                                          |
| Pölling (Neumarkt in der Oberpfalz), St. Martin | Ludwig Edenhofer         | 1898    | I/P     | ?        | |
| Radlkofen (Gangkofen), St. Margaretha           | Michael Weise            | 1930    | I/P     | 5        | |
| Rattenberg (Tirol), St. Virgil                  | Hochmuth                 | 1866    | II/P    | ?        | mit Teilen von Johann Anton Fuchs 1781 und Johann Christoph Egedacher 1727                                                 |
| Schäftlarn, Klosterkirche                       | Albert Schönle           | 1910    | II/P    | 23       | 1933 geringfügig umdisponiert                                                                                              |
| Schliersee, St. Sixtus                          | Magnus Schmid            | 1941    | II/P    | 27       | |
| Tiefenbach (bei Landshut), St. Ulrich           | Joseph Schweinacher      | 1836    | I/P     | 5        | |
| Unterstadion, St. Maria und Ulrika Nisch        | Gebr. Späth              | 1909    | II/P    | 9        | Als „Transmissionsorgel“ bezeichnet.                                                                                       |
| Bad Staffelstein, Basilika Vierzehnheiligen     | Steinmeyer               | 1905    | III/P   | 60       | Umbauten 1951 und 1960; mit Teilen von Bittner 1848 op. 880, pneumatische Taschenlade                                      |
| Weisendorf, Ev.-Luth. Kirche                    | Steinmeyer               | 1899    | II/P    | 18       | op. 661, pneumatische Kegellade                                                                                            |
| Wilhermsdorf, Ev.-Luth. St. Martin und Maria    | Steinmeyer               | 1939    | II/P    | 18       | op. 1673, pneumatische Taschenlade                                                                                         |